# Reggia di Versailles
Il palazzo di Versailles, detto anche castello di Versailles o reggia di Versailles (in francese château de Versailles /ʃɑˈto d(ə) vɛʁˈsɑj(ə)/), o semplicemente per antonomasia Versailles, è un'antica e grandiosa residenza dei Borboni di Francia situata nella cittadina di Versailles, nel dipartimento delle Yvelines, la quale, posta a circa 15 chilometri a ovest di Parigi, si è sviluppata e ha acquisito importanza proprio grazie alla presenza della reggia stessa. 
Il castello e il suo parco rappresentano una delle opere architettoniche di maggiore raffinatezza della storia moderna.
La reggia nacque per volere del giovane Luigi XIV per allontanarsi dalla grandiosa capitale e dai suoi cittadini, temuti e considerati difficili da tenere sotto controllo (in particolare dopo l'episodio della Fronda).
Versailles rimase la sede del potere politico del regno di Francia dal 1682, quando il Re Sole vi trasferì la propria corte dal Palazzo del Louvre, sino a quando la famiglia reale non fu costretta a fare ritorno nella capitale nell'ottobre del 1789 agli albori della rivoluzione francese. Versailles fu dunque la residenza di tre re di Francia che vi risiedettero stabilmente con le loro corti in un arco di tempo compreso tra il 6 maggio 1682 e il 6 ottobre 1789, con la sola eccezione degli anni della Reggenza del giovane Luigi XV dal 1715 al 1723. 
Versailles, oltre che come struttura, è famosa come simbolo dello stesso potere assoluto della monarchia francese durante il periodo dell'Ancien Régime.
Il castello è costituito da una serie di elementi armonizzati architettonicamente insieme. Esso si articola su una superficie di 63 154 m², contenenti oltre 2300 stanze di cui, attualmente, 1000 sono adibite a museo. Il museo-castello possiede ed espone in parte una collezione di 90.000 opere d'arte. 
Il parco della reggia di Versailles si estende oggi su una superficie di 815 ettari, prima della rivoluzione francese erano 8000, con 93 giardini e numerosi elementi architettonici tra cui il Petit e il Grand Trianon (che furono residenza tra gli altri di Napoleone I, Luigi XVIII, Carlo X, Luigi Filippo e Napoleone III), l'Hameau de la Reine, il Grand e il Petit Canal, una ménagerie (oggi distrutta), una Orangerie e il Pièce d'eau des Suisses che ancora oggi sono tra gli elementi più famosi che caratterizzano i giardini della reggia.
Dal 1979 la reggia è divenuta un bene protetto dall'UNESCO.

## Localizzazione
La reggia di Versailles risulta situata a nord-ovest del territorio del comune di Versailles, sulla piazza d'armi, a 16 chilometri a sud-ovest di Parigi, in Francia.

## Storia

### Le origini

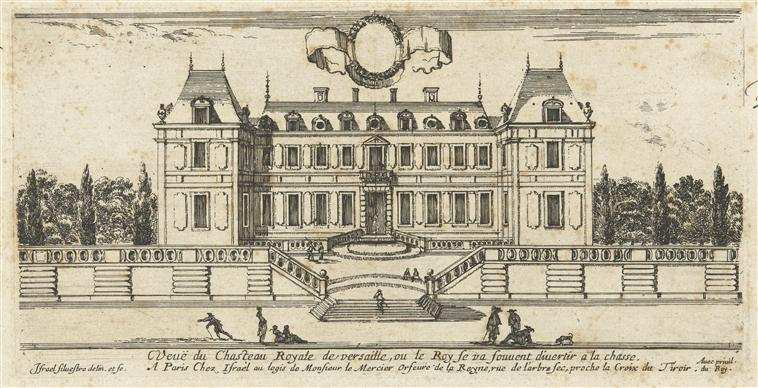
La facciata verso i giardini del castello fatto erigere da Luigi XIII. (incisione di Israël Silvestre)

- prima menzione del villaggio di Versailles in una carta dell'Abbazia Saint-Père di Chartres.[3] Uno dei firmatari è Hugo de Versailles. Nel X secolo dei monaci dissodano i terreni (il dipartimento è ancora oggi occupato da quanto rimane della foresta antica) e fondano la chiesa e il priorato di Saint-Julien;
- due signori di Versailles, Guy e Pierre de Versailles, sono implicati nella vicenda di Giovanna d'Arco. Pierre era a Bourges, quando Giovanna fu processata; Guy, canonico di Tours, partecipò al processo.
Alla fine della guerra dei cent'anni, nel 1453, il piccolo borgo si presentava devastato, le case abbandonate, il castello in rovina. La proprietà fu acquistata dalla famiglia de Soisy;
- un documento riporta il nome del piccolo borgo di Versaille-aux-bourg-de-Galie. I signori di Versailles dipendevano direttamente dal re. Il loro modesto castello, che dominava la chiesa e il villaggio, sorgeva sulla pendice meridionale della collina sulla quale verrà costruita la futura reggia;
- 1475: Gilles de Versailles, signore di Versailles, cede all'abate di Saint-Germain i propri diritti sul Trianon. L'atto di vendita costituisce la prima menzione del nome. Il villaggio fu poi acquistato, per distruggerlo, da Luigi XI, con l'obiettivo di costruire su queste nuove terre del dominio reale una residenza di svago, che gli consentisse di sottrarsi con la famiglia al protocollo troppo pesante di Parigi. Il Trianon è il primo capriccio reale realizzato a Versailles e, come più tardi Marly, resterà un luogo di relax, lontano dall'etichetta e dalle fatiche del potere;
- la proprietà passa a Martial de Loménie, segretario delle Finanze di Carlo IX, che la ingrandisce fino a 150 ettari. De Loménie fu assassinato nel 1572, appunto durante la notte di San Bartolomeo: si disse che venne strangolato per ordine della regina Caterina de' Medici, che voleva che la proprietà passasse al Conte di Retz; della notizia non si hanno prove, ma non è inverosimile. È vero, infatti, che nel 1575 Alberto di Gondi (barone di Marly), conte di Retz, uno dei fiorentini che supportavano la fortuna di Caterina in Francia, diveniva proprietario della signoria e del castello di Versailles per 35 miliardi di lire dell'epoca (equivalenti in potere d'acquisto a circa 700 000 euro attuali). Anche con i nuovi signori, il castello continua a essere frequentato, per caccia e per diporto, dai re di Francia;
- 1589: un mese prima di divenire Re di Francia, Enrico di Borbone soggiornò a Versailles;[4]
- 1611: la struttura viene ampliata e modificata e trasformata in una vera e propria residenza nobiliare di caccia. Qui infatti il giovane Luigi XIII di Francia compie la propria prima caccia.
- 1623: il palazzo e la signoria di Versailles vengono vendute dall'arcivescovo Jean-François de Gondi al re Luigi XIII.

### Il XVII secolo: dal padiglione di caccia di Luigi XIII alla reggia di Luigi XIV
Il primo padiglione di caccia venne fatto realizzare da Luigi XIII sulla precedente residenza della famiglia Gondi. Era realizzato in pietra e fu successivamente sostituito da un piccolo castello contenente oltre alla pietra anche mattoni rossi. Luigi XIV ereditò questo piccolo castello. Egli incominciò a ingrandirlo costruendo nuove pertinenze. Successivamente (c. 1661–1678) venne progettato dall'architetto Louis Le Vau un nuovo ingrandimento, il primo utile a trasformare il piccolo castello in una vera e propria reggia. Questa trasformazione si sostanziò nell'aggiunta di tre nuove ali in pietra (l'enveloppe) che andarono a circondare il primitivo castello di Luigi XIII a nord, a sud e a ovest (sui lati del giardino). Dopo la morte di Le Vau nel 1670, la supervisione dei lavori passò al suo assistente, François d'Orbay. Charles Le Brun disegnò e coordinò invece l'elaborata decorazione degli interni, mentre André Le Nôtre modellò i grandiosi giardini della reggia. Le Brun e Le Nôtre collaborarono insieme per la realizzazione di numerose fontane, mentre Le Brun supervisionò personalmente l'esecuzione e l'installazione di un numero impressionante di statue ancora oggi presenti.

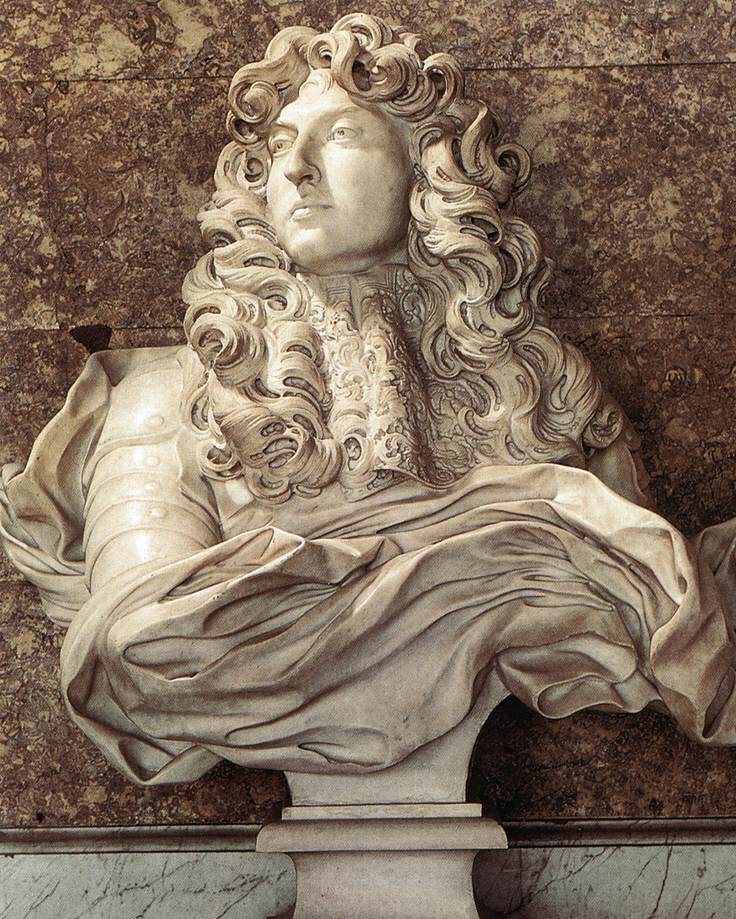
Busto di Luigi XIV del Bernini presente nel Salone di Diana del Palazzo di Versailles.

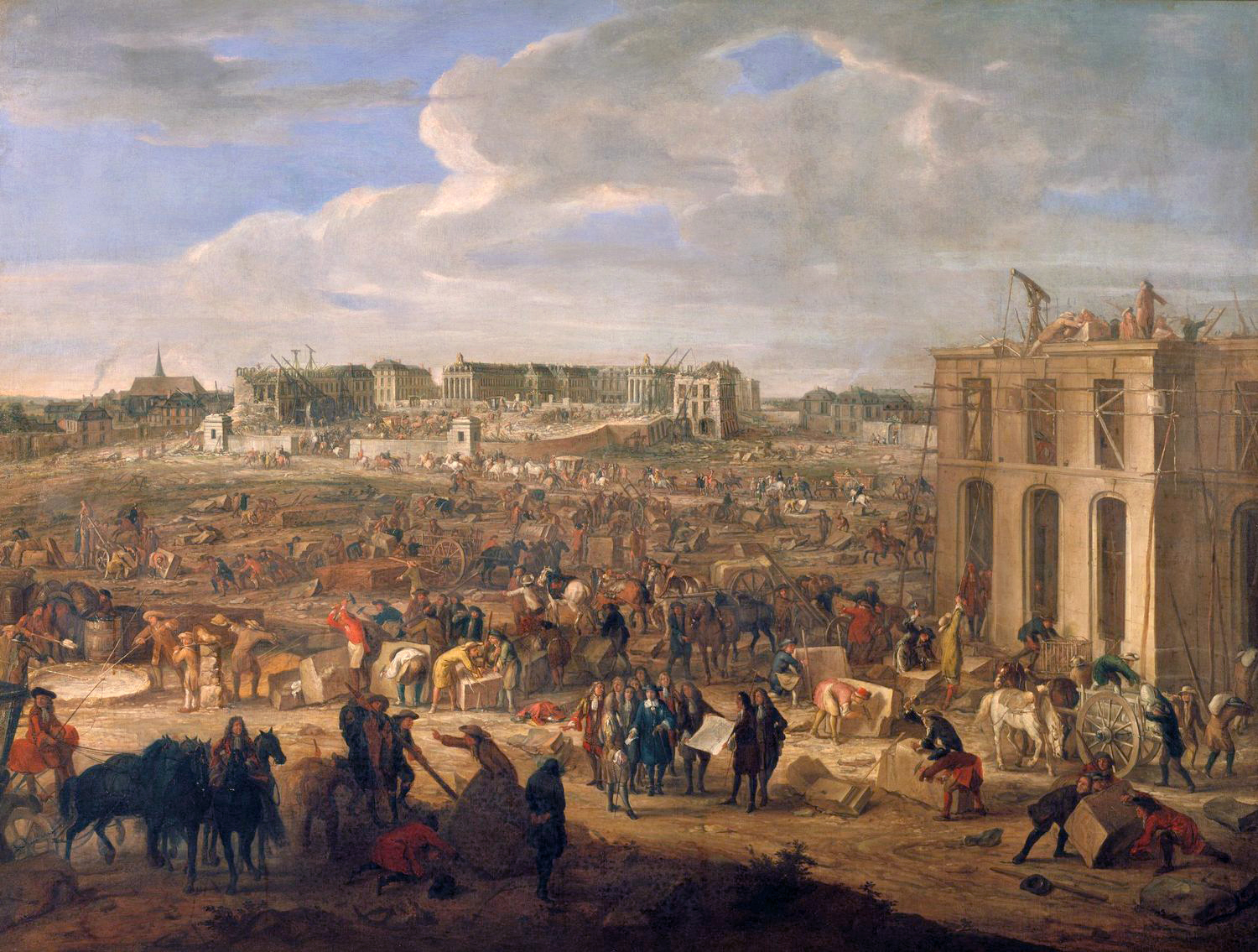
La costruzione della Reggia di Versailles.

Durante la seconda fase di espansione 1678–1715, due enormi ali vennero aggiunte a nord e a sud, fiancheggiando così la Cour Royale (Corte Reale) per opera dell'architetto Jules Hardouin-Mansart. Egli rimpiazzò inoltre la grande terrazza originariamente progettata da Le Vau sul lato dei giardini a ovest con quella che successivamente divenne la stanza più famosa di tutto il palazzo, la Galleria degli Specchi. Mansart fece costruire le Petites Écuries e le Grandes Écuries (scuderie) nei pressi della Place d'Armes, sul lato est del castello, mentre nel 1687 il Grand Trianon, o Trianon de Marbre (Trianon di marmo), rimpiazzarono il Trianon de Porcelaine realizzato da Le Vau nel 1668 nella parte nord del parco. I lavori erano a buon punto se nel 1682 Luigi XIV fu in grado di proclamare Versailles quale sua nuova residenza ufficiale e sede del governo del Regno di Francia, trasferendovi quindi l'intera corte, gli uffici e tutti i cortigiani. Dopo la morte della sua consorte Maria Teresa di Spagna nel 1683, Luigi XIV si dedicò particolarmente a rimodellare gli appartamenti reali nella parte originaria del palazzo, che erano rimasti pressoché intatti da come li aveva progettati l'architetto di suo padre quando la struttura era solo una residenza di caccia. La Cappella Reale di Versailles, collocata a sud dell'ala nord, venne iniziata da Mansart nel 1688, e completata dopo la sua morte nel 1708 dal suo assistente Robert de Cotte nel 1710.

### Il palazzo di Luigi XV

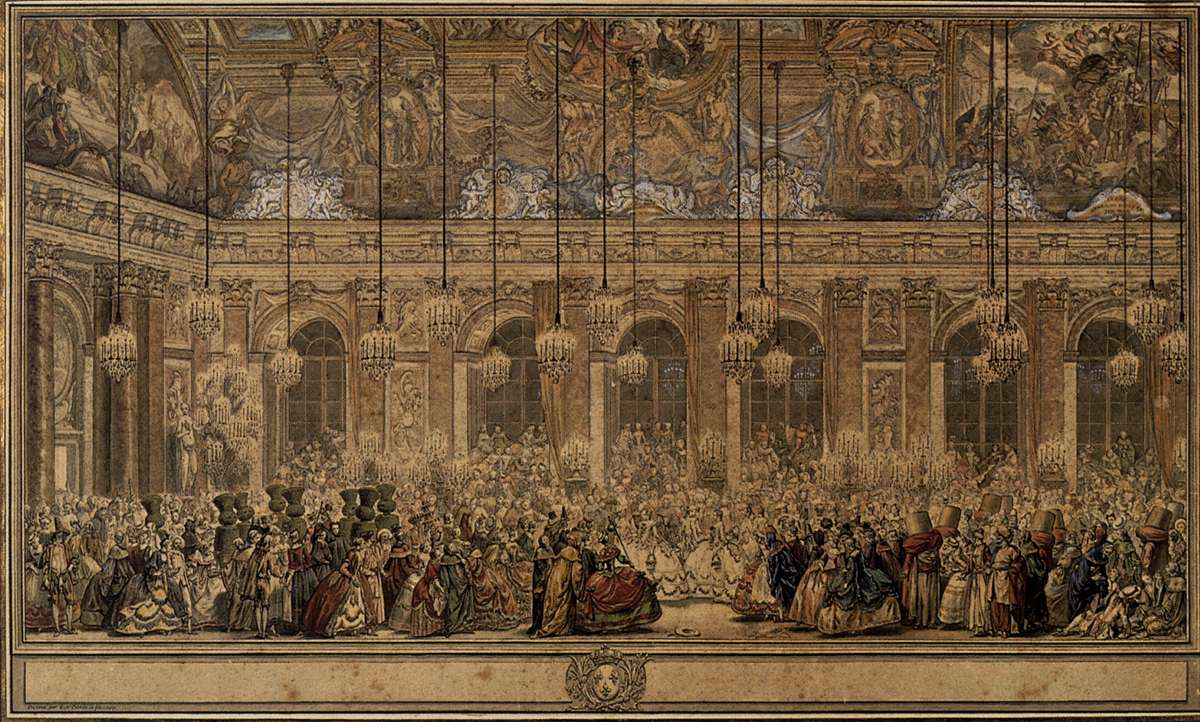
Un ballo in maschera nella Galleria degli Specchi (1745) in un disegno di Nicolas Cochin

Luigi XIV morì nel 1715, e il giovane nuovo re, Luigi XV, di appena cinque anni, si trovò a risiedere col suo governo a Parigi sotto la reggenza del duca Filippo II di Borbone-Orléans. Nel 1722 il nuovo re ottenne il riconoscimento della maggiore età per governare e per tutta risposta ritornò a Versailles con tutti gli uffici di governo, ove il centro dello stato rimase sino alla Rivoluzione Francese nel 1789. Luigi XV rimase fedele al progetto originario voluto dal bisnonno, ma si dedicò invece ad alcune migliorie al palazzo per renderlo più funzionale ai tempi.
Luigi XV rimodellò il Petit appartement du roi a nord della Cour de Marbre, originariamente entrata del vecchio castello, fece costruire un padiglione non distante dal Grand Trianon, il Petit Trianon, disegnato da Ange-Jacques Gabriel e completato nel 1768, e il teatro, l’Opéra, completata nel 1770, in tempo per il matrimonio di Luigi Augusto, il Delfino di Francia, e Maria Antonietta, arciduchessa d’Austria.
L'epoca di Luigi XV apportò diversi cambiamenti a palazzo di sua mano, concentrandosi in particolare negli appartamenti reali. Dopo che il sovrano ebbe concesso a Maria Antonietta il Petit Trianon nel 1774, la regina apportò diversi cambiamenti all'interno, aggiungendovi un teatro, noto come Théâtre de la Reine. Ella trasformò inoltre completamente il boschetto piantato durante il regno di Luigi XV in quello che divenne noto come l'Hameau de la Reine. (Gli alberi rimossi dal Trianon vennero reimpiantati nel Jardin des Plantes di Parigi.) La regina si trovava al Petit Trianon nel luglio del 1789 quando seppe dell'inizio della rivoluzione francese.
Nel 1783, il palazzo divenne il luogo della firma dei tre trattati della Pace di Parigi (1783) col quale il Regno Unito riconobbe l'indipendenza degli Stati Uniti.
Il re e la regina seppero della presa della Bastiglia di Parigi alla reggia il 14 luglio 1789, pur preferendo rimanere a palazzo, isolati dal resto della rivoluzione che si faceva strada nella capitale francese. La rabbia crescente a Parigi sfociò nella marcia delle donne su Versailles del 5 ottobre 1789. Una folla di diverse centinaia di uomini e donne, protestando per l'alto prezzo e la scarsità del pane, marciò dai mercati di Parigi sin sotto i cancelli di Versailles. Da Parigi giunsero armati, assediarono il palazzo e costrinsero il re e la famiglia reale oltre ai membri dell'Assemblea Nazionale a fare ritorno con loro a Parigi il giorno successivo.
Poco dopo la partenza della famiglia reale, il palazzo venne chiuso in attesa del loro ritorno. Nel 1792, la Convenzione Nazionale, il nuovo governo rivoluzionario, ordinò di trasferire tutti i dipinti e le sculture del palazzo al Louvre. Nel 1793, la Convenzione dichiarò ufficialmente l'abolizione della monarchia e ordinò che tutte le proprietà regie nel palazzo venissero vendute in un'asta che si svolse tra il 25 agosto 1793 e l'11 agosto 1794. Gran parte dei mobili e degli oggetti d'arredo del palazzo vennero venduti in 1700 lotti. La struttura ormai vuota divenne un magazzino per stipare tutti quegli oggetti di valore confiscati alla nobiltà francese. I grands appartements, ormai vuoti, vennero aperti al pubblico dal 1793 e venne aperto contemporaneamente un piccolo museo di pittura francese.

### Il XIX secolo

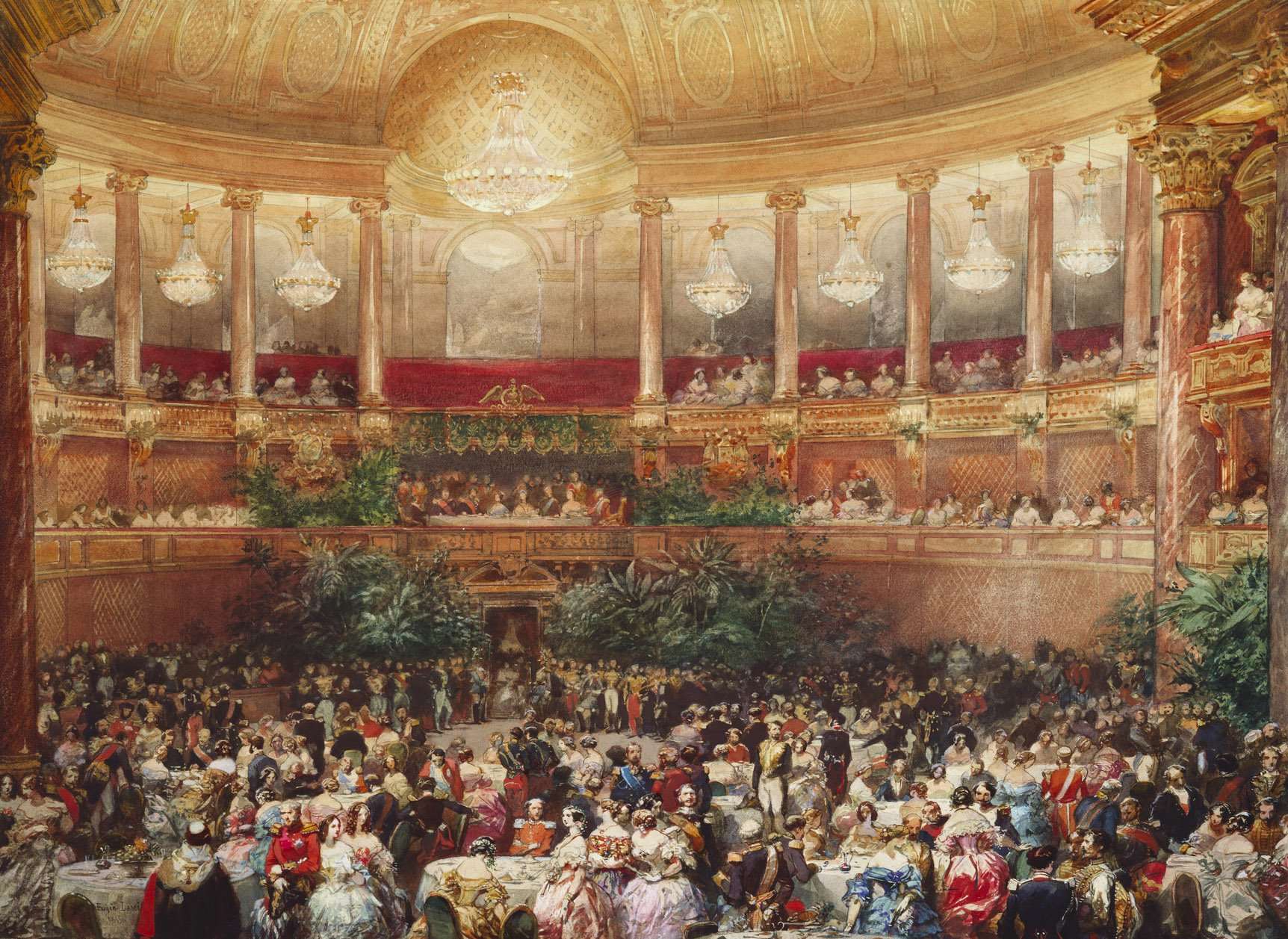
Banchetto in onore della regina Vittoria ospite di Napoleone III all'Opéra reale di Versailles, agosto 1855, dipinto di Eugene Lami

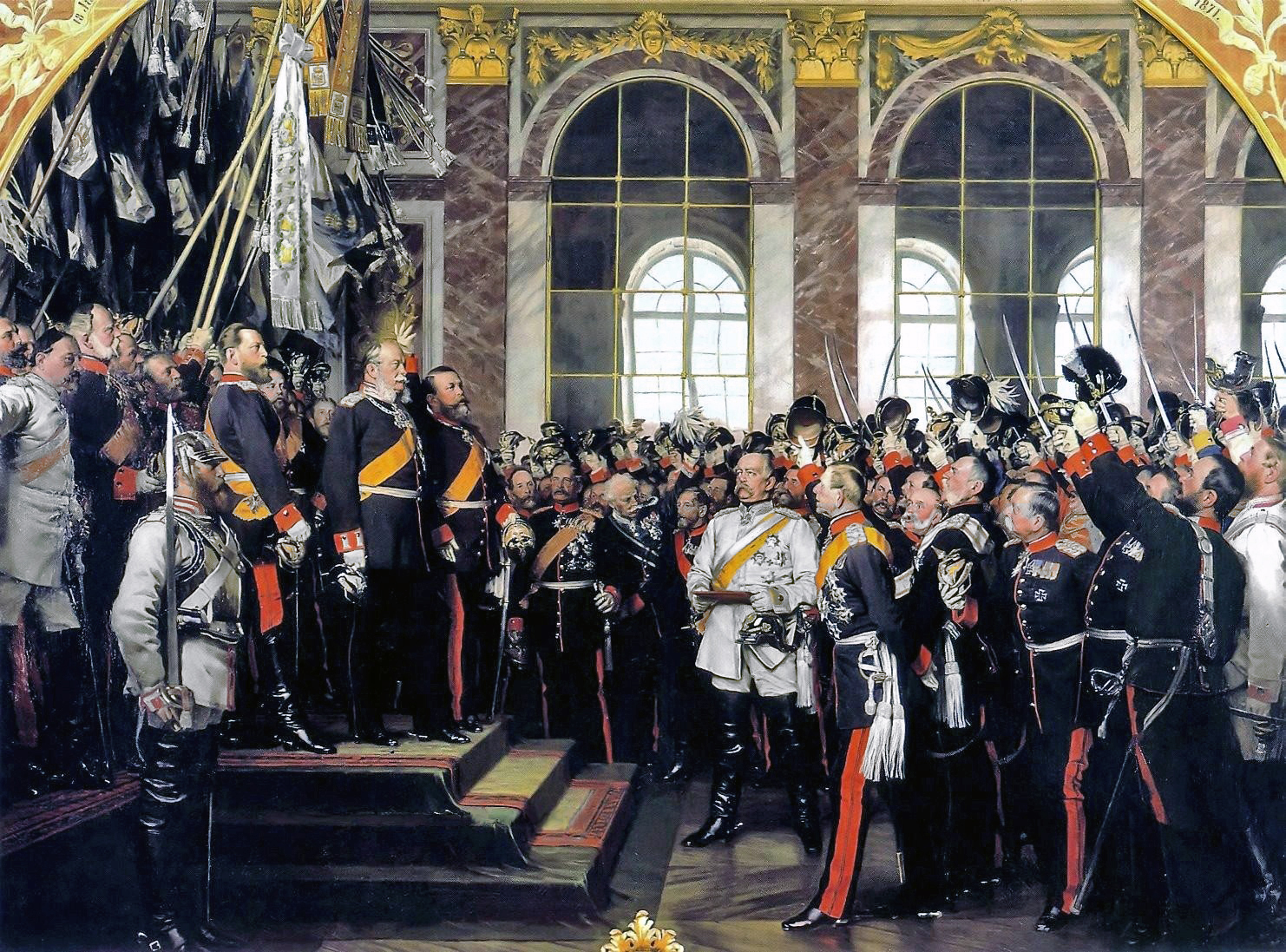
Proclamazione dell'Impero tedesco il 18 gennaio 1871, 1877, dipinto di Anton von Werner

Quando Napoleone divenne imperatore nel 1804, considerò l'ipotesi di fare di Versailles la sua nuova residenza, ma scartò l'idea poco dopo a causa degli eccessivi costi di restauro che l'intero progetto avrebbe richiesto. Egli si limitò dunque a dei lavori di restauro nel 1800 al Grand Trianon.
Alla caduta di Napoleone, Luigi XVIII, fratello minore di Luigi XVI, divenne re di Francia e considerò la possibilità di tornare a vivere a Versailles dove era nato. Egli ordinò il restauro degli appartamenti reali, ma i costi si dimostrarono eccessivi e né lui né il suo successore, Carlo X, vissero a palazzo durante i loro regni.
Lo sforzo principale per riportare Versailles al suo antico splendore venne intrapreso da Luigi Filippo il quale, anziché vivervi, trasformò il complesso in un enorme museo, il Musée de l'Histoire de France, dedicato a celebrare "le glorie della Francia". I lavori di riqualificazione, iniziati nel 1833, terminarono con l'inaugurazione del complesso il 30 giugno 1837. Tra i lavori principali compiuti in quest’epoca merita di essere menzionata la Galerie des Batailles. A Luigi Filippo si deve il merito della ricostruzione dell'ala detta "di Gabriel" nelle forme di quella gemella così da fornire al fronte del palazzo una maggiore uniformità di stile.
L'imperatore Napoleone III utilizzò il palazzo per le cerimonie più importanti del suo regno. Uno dei più rilevanti fu certamente il banchetto in onore della regina Vittoria tenutosi all'Opéra reale di Versailles il 25 agosto 1855.
Alla fine della guerra franco-prussiana del 1870-1871, il palazzo venne occupato dallo stato generale dell'esercito prussiano. Parti del castello, tra cui la Galleria degli Specchi, vennero trasformate in ospedale militare. La creazione dell'Impero tedesco che combinava la Prussia con gli altri stati tedeschi confederati sotto la corona di Guglielmo I, venne formalmente proclamata nella Galleria degli Specchi il 18 gennaio 1871. I tedeschi rimasero a palazzo sino alla firma dell'armistizio nel marzo del 1871. In quello stesso mese, il governo della nuova Terza repubblica francese, prese sede a palazzo. L'Assemblea Nazionale si riuniva all'Opéra di Versailles.

### Il XX secolo

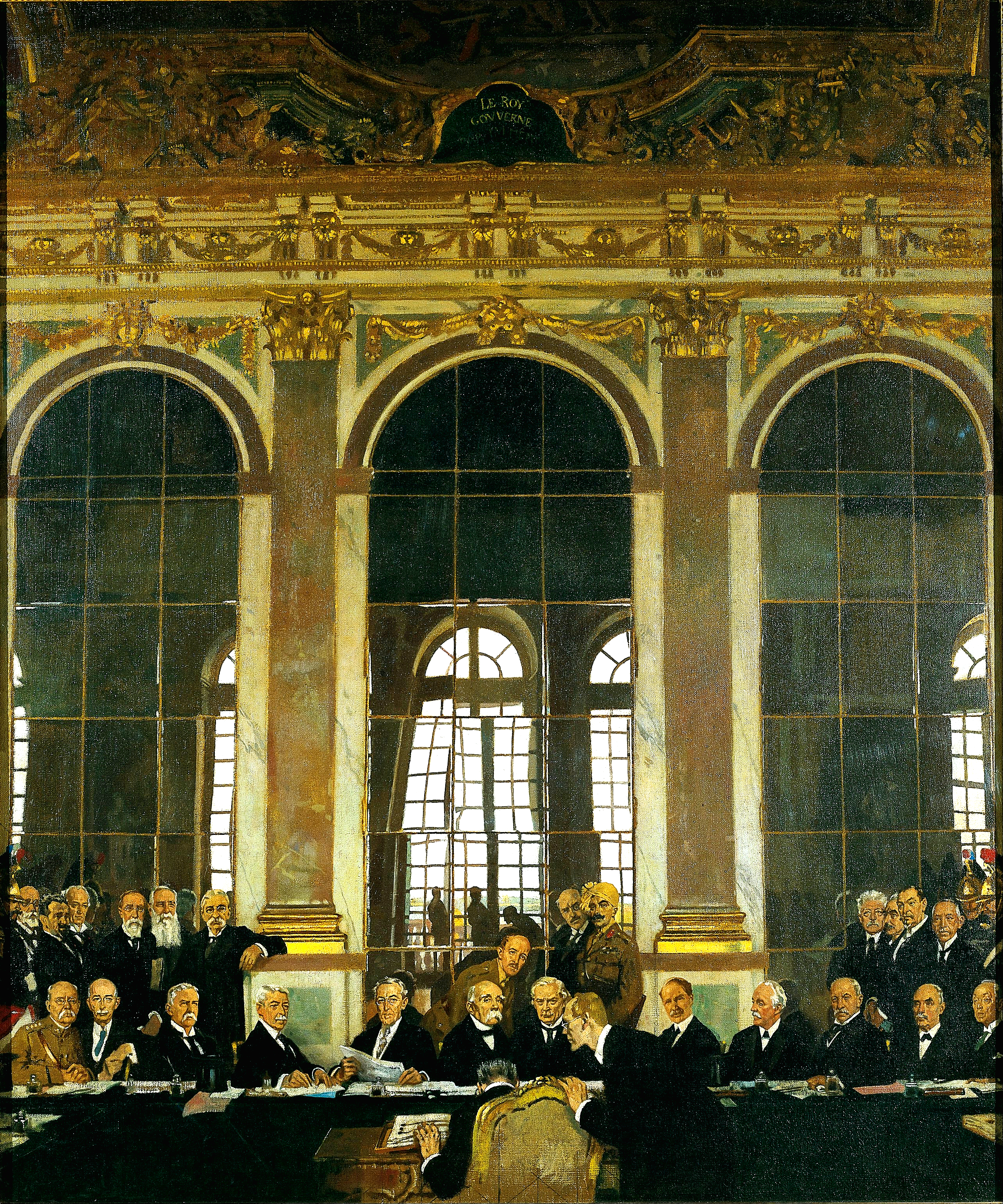
La firma del Trattato di Versailles nella Galleria degli Specchi, il 28 giugno 1919, dipinto di William Orpen del 1919.

Il 28 giugno 1919, per vendicare l'affronto della proclamazione dell'impero tedesco proprio nella Galleria degli Specchi quasi cinquanta anni prima, gli Alleati vincitori della Prima guerra mondiale fecero firmare il trattato di pace che pose formalmente fine alla guerra con la Germania sconfitta nella medesima galleria.
Durante il Novecento, in particolare dopo la seconda guerra mondiale, il governo francese si pose il problema di ripristinare completamente Versailles in tutte le sue funzioni, completando il lavoro intrapreso oltre un secolo prima da Luigi Filippo. Uno dei principali problemi che da subito si pose fu il ripristino completo di tutte le fontane. Oltre al fatto che molte di esse non erano più in attività dal XVIII secolo, restava insoluto anche il problema del grande macchinario di Marly— la Macchina di Marly — che alimentava la pressione dell’acqua per rifornire le fontane dei giardini di Versailles sin dall’epoca del Re Sole, quando era stata costruita, e che non aveva mai operato a pieno regime a causa della generale difficoltà nel reperire acqua, sia per le tecniche ormai superate che tali fontane utilizzavano ancora.

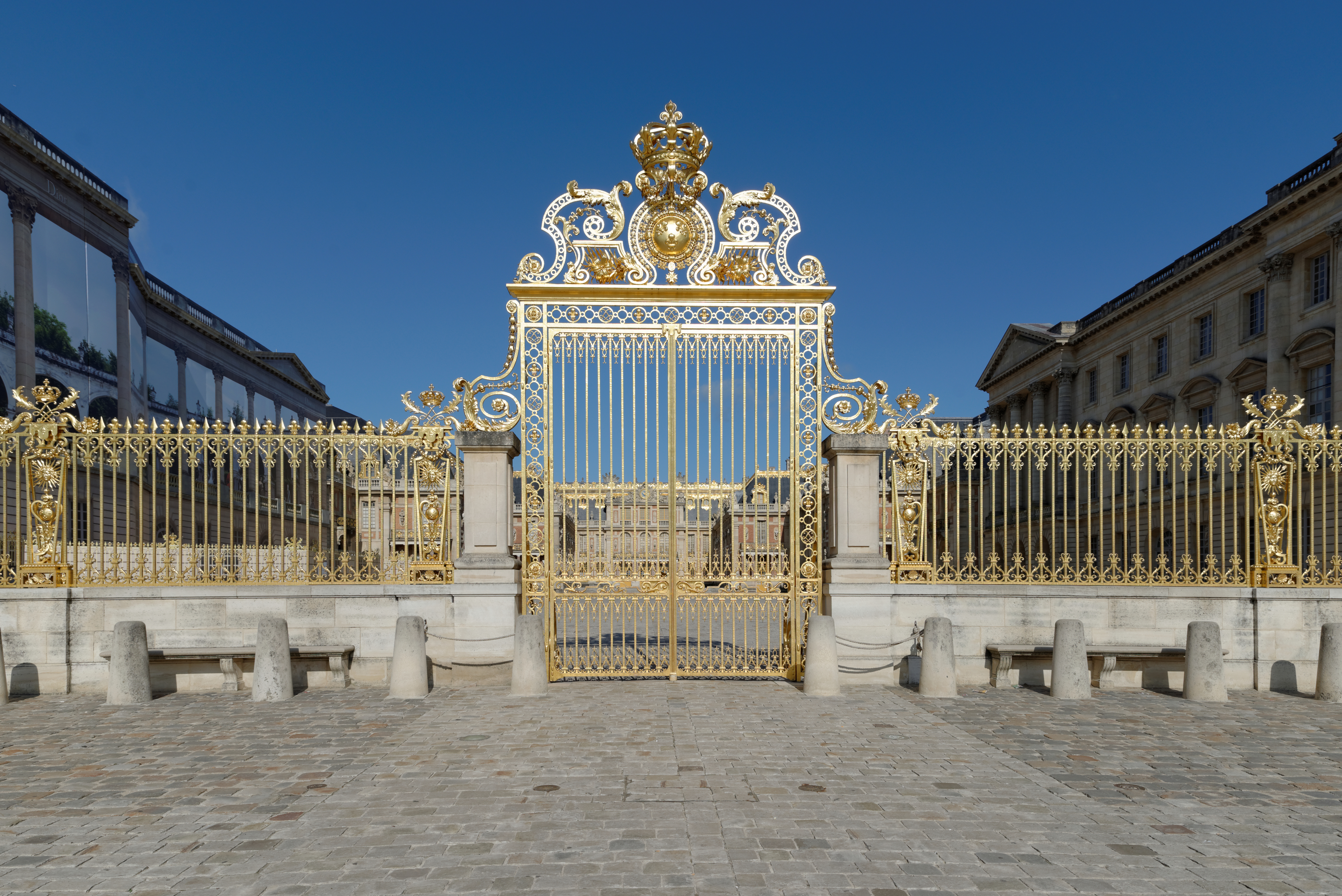
La Grille royale dopo il riposizionamento del 2008.

Le iniziative di restauro iniziarono durante la Quinta Repubblica francese che dovette investire notevole denaro pubblico in quest’opera. A partire dagli anni ’50 del Novecento, quando il museo di Versailles era sotto la direzione di Gérald van der Kemp, l’obiettivo divenne quello di ripristinare completamente il palazzo allo stato del 1789, anno in cui la famiglia reale dovette abbandonarlo a causa della Rivoluzione. Tra le prime riparazioni eseguite ci fu il tetto della Galleria degli Specchi che ottenne un finanziamento anche da parte della Rockefeller Foundation.
Altro problema di notevole entità fu quello di recuperare il più possibile il mobilio originale di Versailles conservatosi sino a quell’epoca, assai ricercato dal mercato del collezionismo e per questo estremamente costoso da reperire.

### Il XXI secolo
La Repubblica Francese ha fortemente promosso Versailles come una delle principali attrazioni turistiche di Francia al punto che attualmente ogni anno vengono registrati circa cinque milioni di visitatori a palazzo e tra gli otto e i dieci milioni di visitatori nei giardini. Nel 2003 è stata intrapresa una nuova campagna di restauri, in particolare sui giardini dove è stato necessario ripiantare più di 10.000 alberi distrutti durante l’Uragano Lothar avvenuto il 26 dicembre 1999. Il progetto ha comportato allo stato un costo di 135.000.000 di euro da dividersi in sette anni. Il progetto è quindi continuato con la messa in sicurezza del palazzo e i continui lavori di restauro e di acquisizione, per quanto possibili, del mobilio dell'epoca andato disperso. Nel medesimo periodo, grazie al contributo di 12 milioni di euro della Vinci è stato possibile restaurare la Galleria degli Specchi, completata nel 2006.
Nel 2016 è scoppiato lo scandalo dei falsi pezzi di arredamento del XVIII secolo comprati da Versailles tra il 2008 e il 2012 per 2,7 milioni di euro. La vicenda, che ha scosso il mondo dei musei e delle antichità francesi, ha portato il Ministero della Cultura francese a istituire nuove regole più severe e un nuovo manuale per le acquisizioni di pezzi "originali".

### I costi per la costruzione di Versailles

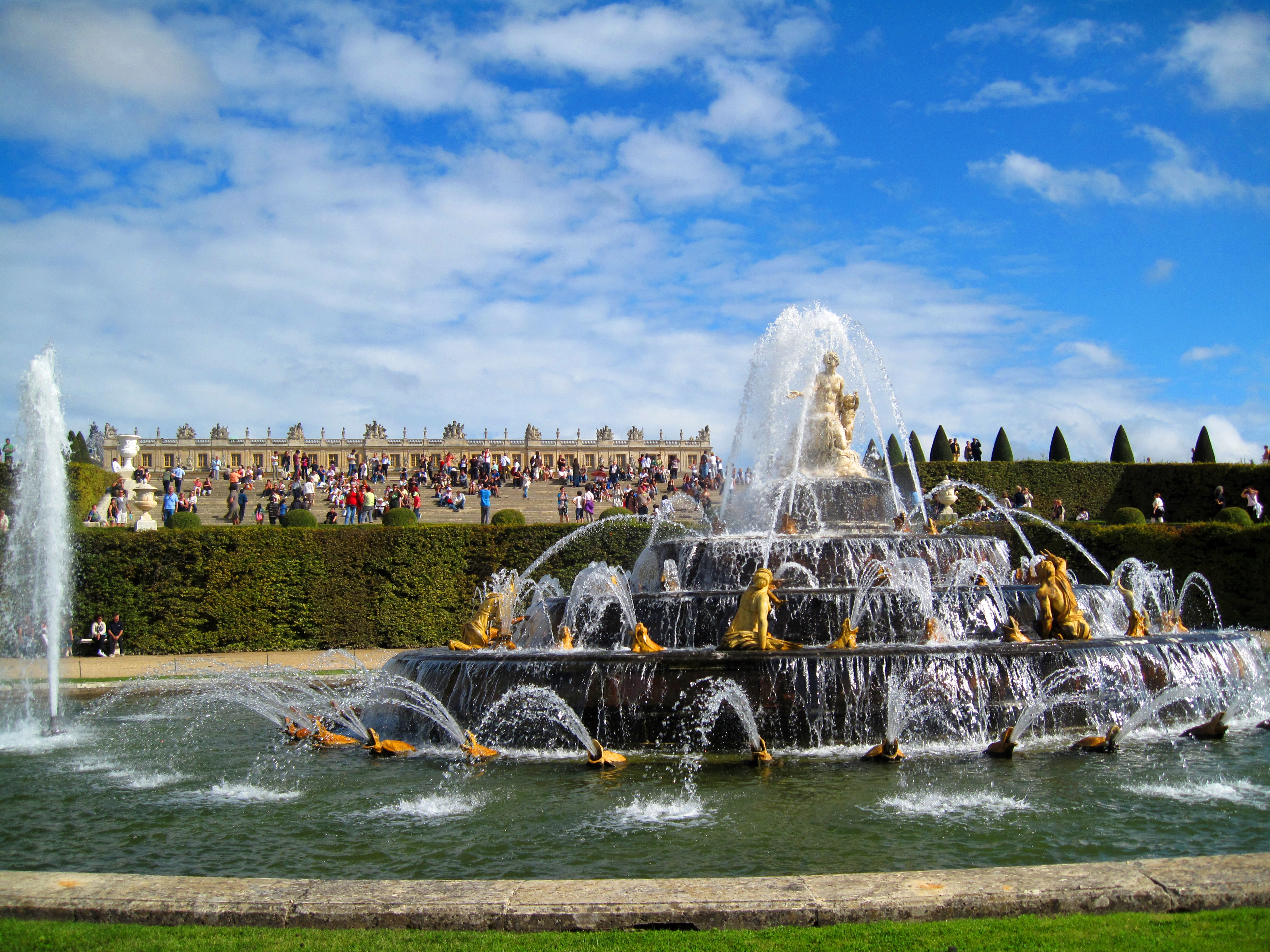
La Fontana di Latona nel parco di Versailles

Uno degli aspetti più strabilianti dello studio di Versailles è ancora oggi quello relativo ai costi per la sua costruzione, ovvero quanto Luigi XIV e i suoi successori spesero per la reggia. Data la natura della costruzione di Versailles e l'evoluzione del ruolo del palazzo, i costi di costruzione furono essenzialmente un fatto privato. Inizialmente, Versailles venne pianificata per essere una residenza occasionale dei re di Francia, legata essenzialmente al periodo della caccia e agli svaghi della corte. Secondo le fonti, i costi della costruzione del palazzo erano derivati dall'appannaggio personale che il sovrano aveva oltre alle rendite delle province della Nuova Francia (Canada) le quali, pur essendo parte dello stato francese, erano concepite come possedimento diretto del re e quindi esentate dal controllo del parlamento.
Quando però Luigi XIV iniziò la sua campagna di costruzione per la creazione di una reggia senza eguali, le spese per Versailles divennero un fatto pubblico in quanto essa iniziò sempre più a rappresentare un edificio di stato più che ricoprire il ruolo di residenza privata, ancora di più dopo che Jean-Baptiste Colbert assunse il posto di Ministro delle Finanze. Da allora le spese per Versailles vennero radunate in un faldone dal titolo Comptes des bâtiments du roi sous le règne de Louis XIV e che per la prima volta è stato edito nel XIX secolo da Jules Guiffrey. Questi volumi, che rappresentano un preziosissimo materiale d'archivio, riguardano tutti gli aspetti di spesa relativi a Versailles tra cui i costi di ciascun artista per ciascuna opera realizzata a palazzo.
Quello che più però importava a Colbert era che Versailles si presentasse come una grande vetrina verso il mondo dove mettere in mostra tutti i principali prodotti francesi. Secondo questo schema, dunque, tutti i materiali utilizzati per la costruzione e la decorazione di Versailles dovevano necessariamente essere prodotti in Francia. Persino gli specchi utilizzati nella Galleria degli Specchi vennero realizzati in loco, strappando a Venezia la ricetta per la fabbricazione del vetro, in un'epoca in cui i veneziani avevano il monopolio di questa produzione a livello mondiale. La Serenissima giunse pertanto a far assassinare gli artigiani che avevano lavorato in Francia per paura che divulgassero la ricetta segreta per la fabbricazione degli specchi. Per far fronte alla domanda di Versailles, Colbert nazionalizzò la fabbrica di tappezzerie di proprietà della famiglia Gobelin, trasformandola nella Manufacture royale des Gobelins.

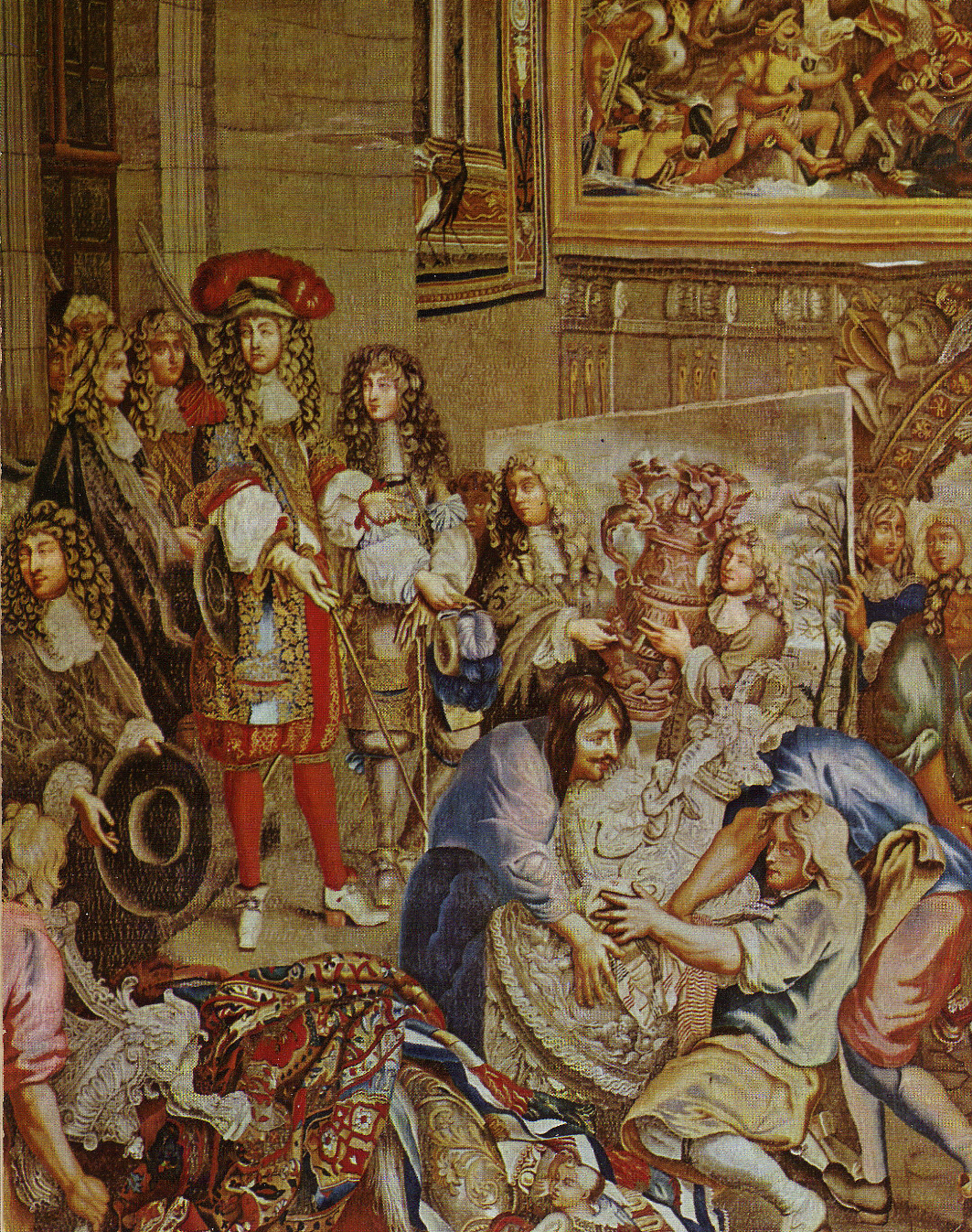
Luigi XIV visita la Manifattura Gobelins con Colbert, il 15 ottobre 1667. Arazzo della serie "Histoire du roi" disegnato da Charles Le Brun ed eseguito tra il 1667 ed il 1672. In questo arazzo si possono notare anche i molti articoli in argento del mobilio dell'epoca di Luigi XIV.

Nel 1667, il nome dell'impresa venne mutato in Manufacture royale des Meubles de la Couronne quando i Gobelins vennero incaricati di tutte le decorazioni necessarie al palazzo, sotto la diretta direzione di Charles Le Brun
Uno degli elementi più costosi dell'arredamento dei Grands appartements durante i primi anni del governo personale di Luigi XIV fu il mobilio realizzato completamente in argento. I Comptes elencano meticolosamente tutte le spese per la fornitura dell'argento distribuiti per artisti, pagamenti finali, consegne, ecc., oltre a una descrizione accurata e al peso di ciascun oggetto predisposto. Le entrate per il 1681 e il 1682 per la balaustra d'argento del Salone di Mercurio possono a questo punto essere un valido esempio per meglio comprendere le spese sostenute per questa straordinaria bizzarria di Luigi XIV:
- Anno 1681
II. 5 in anticipo: per la balaustra della camera da letto del re: 90 000 livres
II. 7 18 novembre a Sieur du Metz, 43 475 livres 5 soldi per la spedizione da Sr. Lois a Sr. de Villers per il pagamento di 142 196 livres per la balaustra che stanno realizzando per la camera da letto del re e 404 libres di tasse: 48 861 livres 5 soldi.
II. 15 16 giugno 1681 – 23 gennaio 1682 a Sr. Lois e a Sr. de Villers argentieri in acconto della balaustra che stanno realizzando per il re (quattro pagamenti): 88 457 libres e 5 soldi.
II. 111 25 marzo – 18 aprile a Sr. Lois e a Sr. de Villers argentieri che stanno lavorando alla balaustra d'argento per il re, per la continuazione del lavoro (due pagamenti): 40 000 livres
- Anno 1682
II. 129 21 marzo a Sr. Jehannot de Bartillay 4970 livres 12 soldi per la consegna a Sr. Lois e a de Villers argentieri per 136 457 livres 5 soldi l'una e 25 739 livres 10 soldi l'altra, per la realizzazione di 38 balaustre, 17 pilastri, la base e la cornice della balaustra per il castello di Versailles per il peso di 4076 marc e per il costo di 41 livres a marc[21] di cui 41 livres 2 soldi di tasse: 4970 livres 12 soldi.[19]

Secondo il conteggio, dunque, per la sola balaustra della camera da letto del re, che da sola rappresentava una tonnellata d'argento, il costo fu di 560 000 livres. È difficile oggi se non impossibile dare una corrispondenza esatta a tali costi dal 1682 a oggi, ma per questo calcolo possono venire utili altre informazioni ricavabili da altri documenti del medesimo periodo. Nel 1679, madame de Maintenon riportava che il costo previsto in luce e cibo per dodici persone a palazzo era di 14 livres al giorno. A ogni modo, nel dicembre del 1689, per abbattere i costi della guerra della Lega di Augusta, Luigi XIV ordinò che tutto il mobilio e gli articoli di argento di Versailles (tra cui la sua balaustra) venissero fusi e venduti per ricavarne denaro da utilizzare per la guerra.
Ovviamente se consideriamo questa "stravaganza" del mobilio in argento come di altre decorazioni, ci si accorge che la realizzazione di Versailles fu davvero dispendiosa, ma altri costi al contrario erano molto accessibili. Ad esempio, la manodopera per la costruzione materiale della reggia era spesso a basso costo, soprattutto per il fatto che spesso i militari durante il periodo di pace e nel periodo invernale venivano impiegati a Versailles per rimanere in attività.
Nel 2000 un conteggio moderno ha calcolato che durante tutto il periodo dell'Ancien Régime per Versailles la monarchia francese abbia speso circa 2000 miliardi di dollari statunitensi, ma si precisa inoltre che tale cifra potrebbe essere sottostimata se si pensa che i costi sostenuti dalla Repubblica Francese in anni recenti per il restauro e la manutenzione della reggia stessa hanno indubbiamente sorpassato le spese sostenute dal Re Sole per la sua edificazione.

## Il ruolo sociale di Versailles

### La politica dell'ostentazione

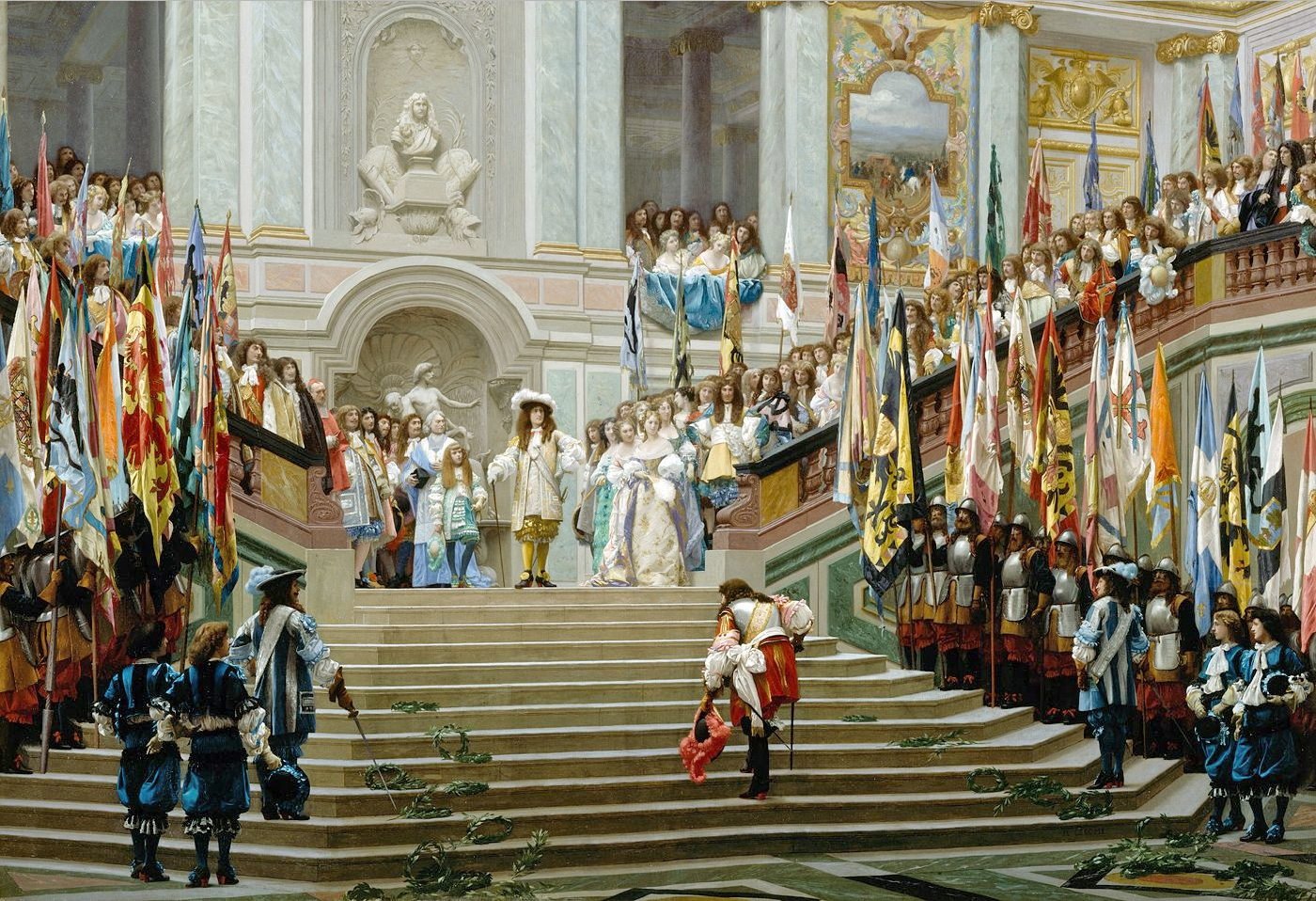
Ricevimento del Grand Condé a Versailles dopo la sua Battaglia di Seneffe. Il Condé avanza verso Luigi XIV con rispetto mentre corone d'alloro coprono il suo passaggio e le bandiere strappate al nemico sono in mostra su entrambi i lati dello scalone. Questo fatto segnò la fine dell'esilio del Condé dopo la sua partecipazione alla Fronda.

Il 6 maggio 1682, Versailles divenne ufficialmente sede del governo del regno di Francia, nuova residenza del re francese Luigi XIV e luogo di residenza della corte reale. Simbolicamente, la stanza posta al centro di tutto il complesso era la camera da letto del re (La Chambre du Roi), incentrata sull'essere una camera di stato e quindi un luogo di ostentazione della ricchezza del sovrano. Allo stesso modo, gli assi principali dei giardini coincidono prospetticamente con questo punto. Tutto il potere della Francia è emanato da questo centro: a Versailles si trovavano gli uffici di governo, così come l'abitazione stabile di molti cortigiani e funzionari di corte, strategia che Luigi XIV seppe cogliere molto bene impedendo che questi aristocratici concentrassero il loro potere sulle loro terre, intenti com'erano a vivere la vita di corte, vivendovi per gran parte dell'anno, nello sforzo di centralizzare il potere e di rafforzare la monarchia assoluta francese.
Durante il periodo medievale, infatti, troppi erano stati i nobili che avevano avuto un potere regionale molto più forte di quello regio, pur essendo costretti tecnicamente a prestargli giuramento, al punto da godere del diritto di riscuotere tasse per loro conto dai loro sudditi.
Grazie a questo la reggia è divenuta una delle mete più ambite già poco dopo la sua costruzione.

### La vita a corte
La vita quotidiana a Versailles era determinata dalla propria posizione, dal favore nei confronti del re e solo per ultimo dal diritto di nascita. Oggi Versailles appare come un palazzo unitario, ma molti storici moderni l'hanno paragonata a un grande "condominio" ante litteram per soli aristocratici dove, oltre ai membri della famiglia reale, erano presenti i principali funzionari dello stato.
Su ogni piano, gli appartamenti erano di grandezza variabile, per un totale di 350 in tutto, oltre a numerose porte, corridoi e passaggi. Ottenere un appartamento a Versailles era considerato un privilegio, e molti cortigiani a loro volta affittavano questi stessi appartamenti a famigliari o amici quando non li utilizzavano personalmente. La famiglia Noailles, ad esempio, riuscì nel tempo a ottenere gran parte dell'attico dell'ala nord al punto che questo divenne noto col soprannome di rue de Noailles.
Il rango e lo status dettavano tutto a Versailles. Il lusso e l'opulenza erano un modo per mettersi in mostra, senza eccedere, nei confronti del re o per spiccare tra gli altri cortigiani, ottenendo informazioni e facendo del gossip per rovinare o risollevare le sorti dei singoli a corte.

## Architettura
Il palazzo che oggi possiamo vedere era in gran parte già completato all'epoca della morte di Luigi XIV nel 1715. Il palazzo aveva la tipica forma a "U" con le ali laterali destinate a corpi logistici dedicati ai ministeri e agli affari di governo.
La facciata dell'originale loggia da caccia è stata conservata nella parte inferiore del complesso centrale, costruita in mattoni rossi e con decori in pietra che fanno da contrasto con la Corte di Marmo, realizzata con marmi bianchi e neri. L'avancorpo centrale è fronteggiato da otto colonne di marmo rosso che sostengono una balconata in ferro battuto smaltato, il tutto sormontato da un timpano con orologio che rimane fermo all'ora della morte di Luigi XIV. Il resto della facciata è completata da colonne e dozzine di busti di imperatori romani.
Ispirato all'architettura delle ville italiane ma eseguito in stile classico francese, il fronte verso il giardino è invece noto col nome di enveloppe ed è stato realizzato nel 1661-1678.

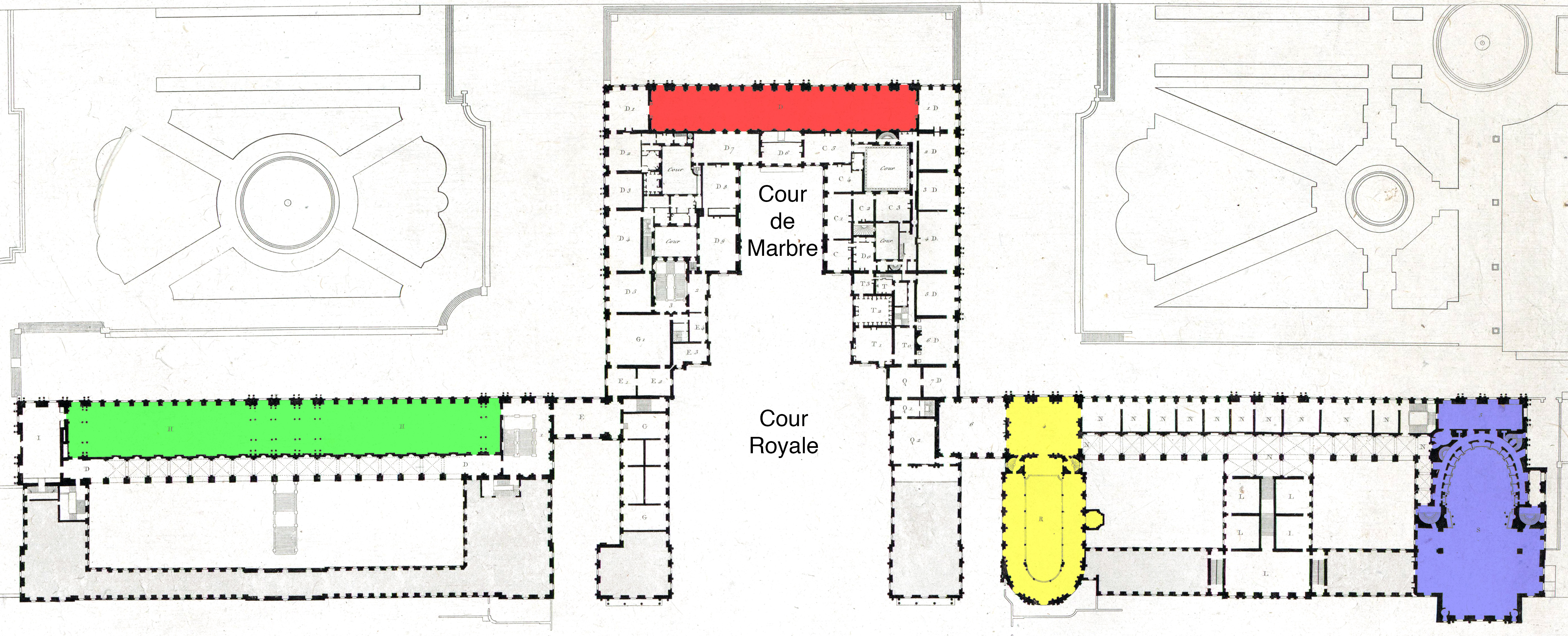
Mappa del primo piano (c. 1837, col nord a destra) che mostra la Galleria degli Specchi in rosso, la Galleria delle Battaglie in verde, la Cappella Reale in giallo e l'Opéra in blu
La facciata della reggia verso il giardino nel 2009.

Il castello è organizzato oggi come un tempo per ambienti e per quartieri con diverse funzioni, destinati ad accogliere la famiglia reale, la corte e gli uffici di governo come segue:

### Il corpo centrale

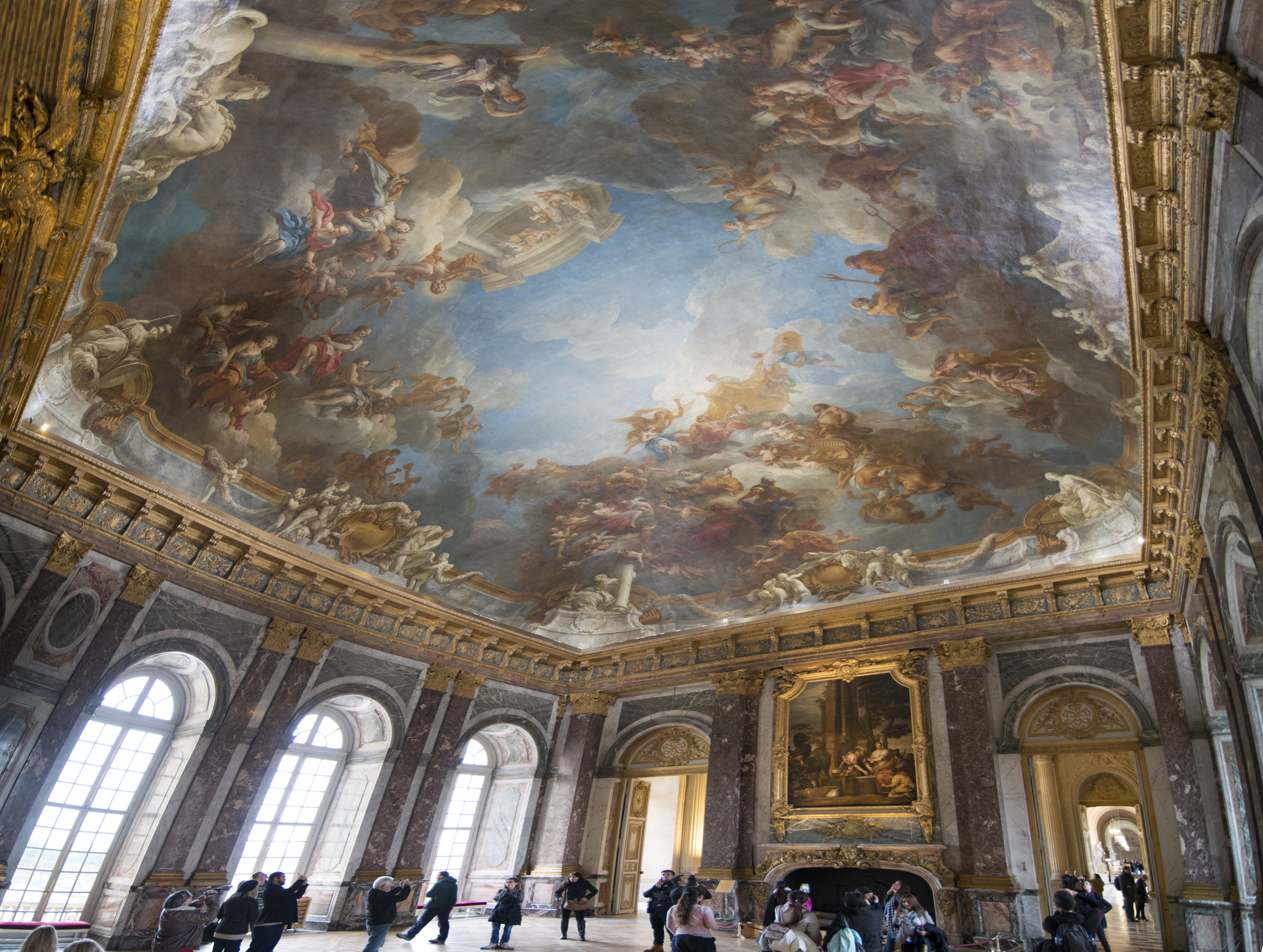
Il Salone d'Ercole all'inizio del Grand appartement du roi, con la volta dipinta da François Lemoyne negli anni 1730

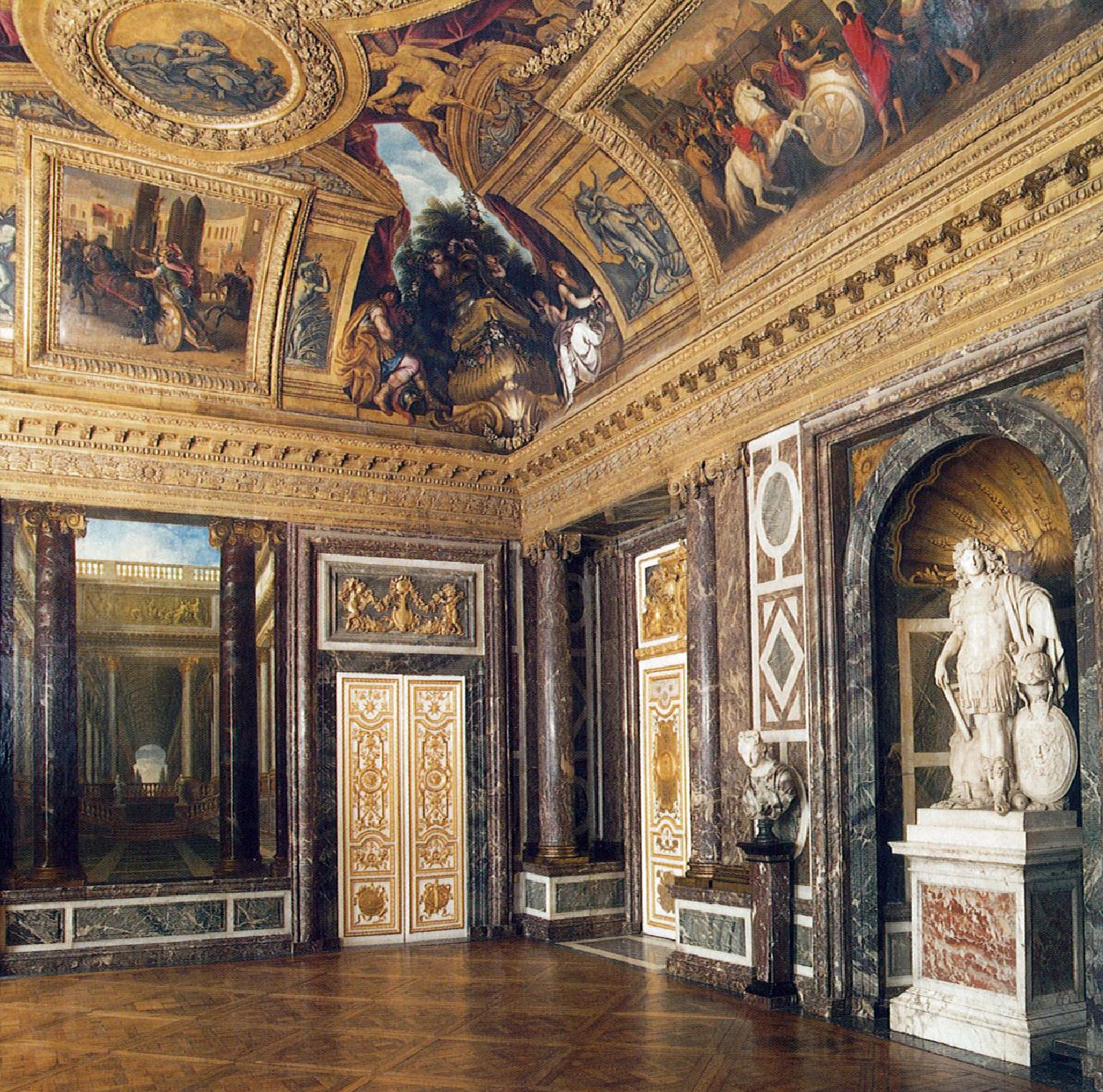
Il Salone di Venere nel Grand appartement du roi

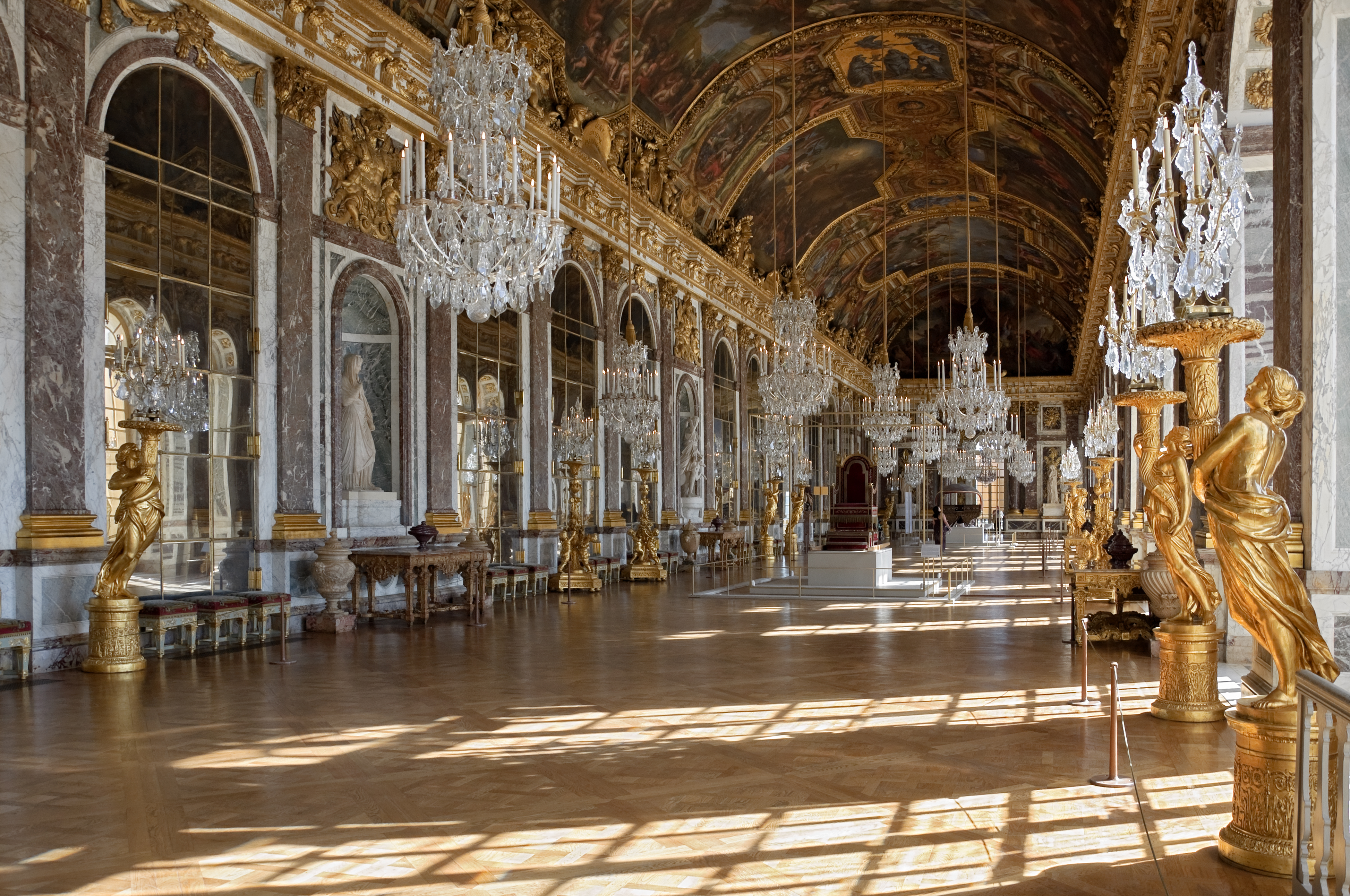
La Galerie des Glaces

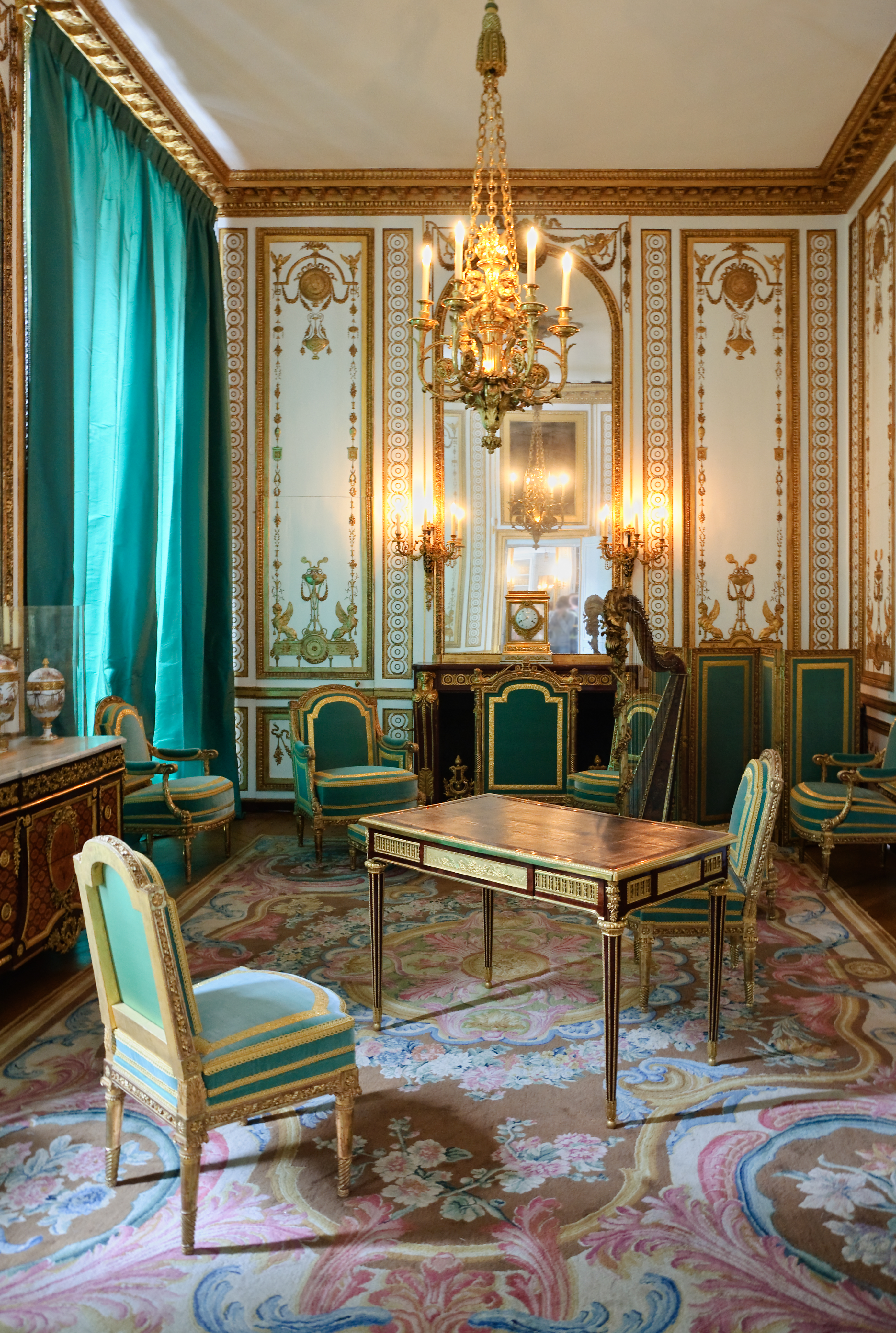
Il "Cabinet doré" di Maria Antonietta nel petit appartement de la reine

- I Grands appartements.
Come risultato dell'enveloppe guidata da Le Vau del castello di Luigi XIII, il re e la regina ebbero nuovi appartamenti a loro disposizione in quello che all'epoca era noto come château neuf. I grands appartements, che sono noti rispettivamente coi nomi di grand appartement du roi e grand appartement de la reine, occuparono così il piano nobile del château neuf. Il disegno di Le Vau per gli appartamenti di stato fu strettamente legato agli appartamenti di rappresentanza delle regge italiane dell'epoca, come evidenziato dalla scelta di porli appunto al primo piano, cioè al piano nobile.
  - Grand appartement du roi
 Il grande appartamento reale si trova nella parte settentrionale del corpo centrale. È composto da sette stanze.
  - Galerie des Glaces.
 Lunga 73 metri per 10,5 metri di larghezza, la galerie des glaces (Galleria degli Specchi), è la stanza più celebrata di tutto il complesso della Reggia di Versailles. Le sue finestre sono aperte sui giardini che si rispecchiano nei famosi specchi che coprono la parete opposta. Utilizzata per molte cerimonie della corte francese durante l'Ancien Régime, la galerie des glaces ha ispirato molti altri architetti nel mondo.
  - Grand appartement de la reine
 L'appartamento della regina si trova nella parte meridionale dell'ala centrale. È composto da quattro stanze.
- Appartement du roi (l'appartamento privato del re).
L'appartement du roi è una serie di stanze a uso privato del re. Originariamente progettate e utilizzate da Luigi XIV nel 1683, queste stanze vennero utilizzate anche dai suoi successori Luigi XV e Luigi XVI per alcune cerimonie come la lever e il coucher.
- Petit appartement du roi.
 Il petit appartement du roi è una serie di stanze riservate all'uso privato del re. L'area venne originariamente progettata per Luigi XIII al primo piano del castello, ma lo spazio venne poi radicalmente modificato da Luigi XIV. I suoi successori, Luigi XV e Luigi XVI modificarono drasticamente e rimodellarono queste sale a loro uso personale.
- Petit appartement de la reine.
Il petit appartement de la reine è una serie di stanze a uso privato della regina. Originariamente create per la regina Maria Teresa d'Asburgo-Spagna, consorte di Luigi XIV, le stanze vennero poi modificate da Maria Leszczyńska, da Maria Antonietta d'Asburgo-Lorena.
- Appartements de Mesdames
- Galerie basse
- Appartements du dauphin et de la dauphine
- Appartement du capitaine des Gardes
- Petits appartements
  - I cabinets intérieurs de la Reine
  - Gli appartamenti di madame Du Barry, della marchesa di Pompadour e del conte di Maurepas.

### Aile du Midi
- Galerie des Batailles. Questa galleria è la più grande stanza della reggia: misura 120 metri di lunghezza e 13 di larghezza e occupa quasi tutta la lunghezza del primo piano dell'Aile du Midi. Contiene 35 grandi dipinti e 85 busti realizzati negli anni 1830 rappresentanti i maggiori eventi e capi militari della storia di Francia.
- Salle du Congrès (Versailles). In questa vasta aula a emiciclo si tiene il Congresso del Parlamento francese, assemblea che riunisce le due camere del Parlamento: il Senato e l'Assemblea nazionale. Costruita nel 1875 in soli sei mesi, l'aula dispone di quasi 1500 posti a sedere per i parlamentari.
- Galerie de Pierre haute Sud
- Galerie de Pierre basse Sud

### Aile du Nord

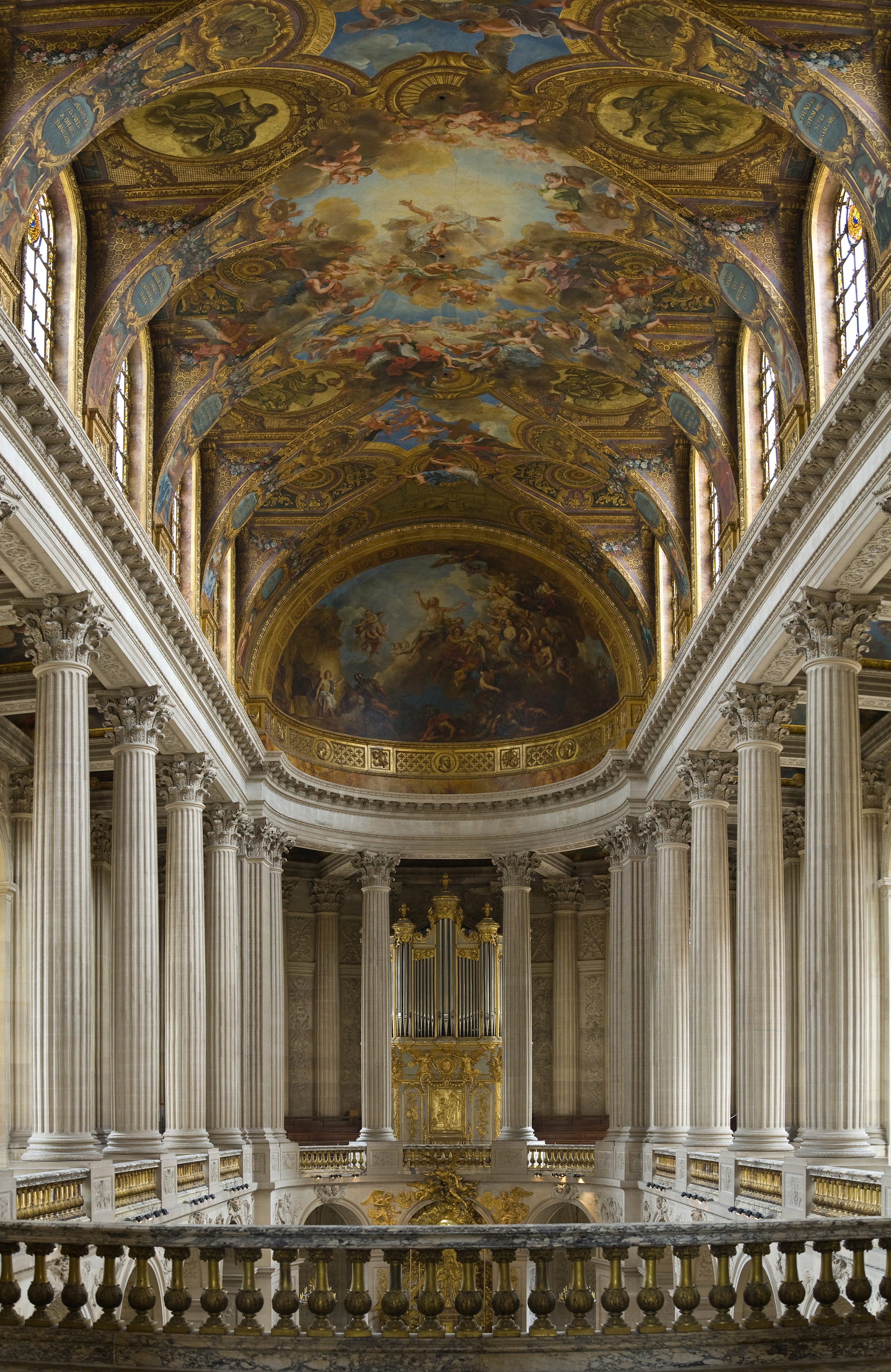
La cappella reale

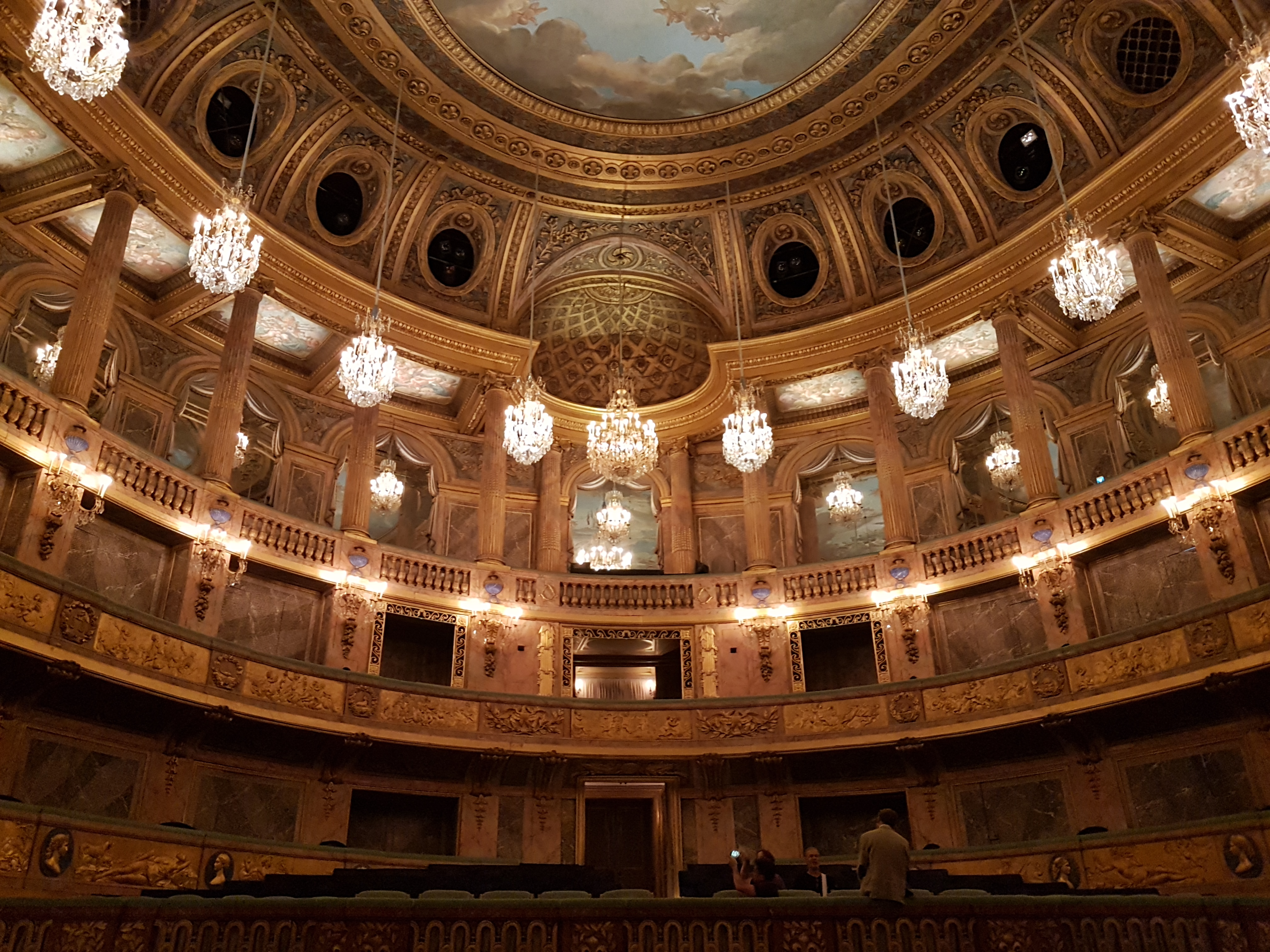
L'Opéra reale

- Cappella reale di Versailles, parte sud. Nell'evoluzione del castello di Versailles, vi sono state costruite cinque cappelle. L'attuale cappella, l'ultima e la più grande risale all'epoca di Luigi XIV e rappresenta uno dei migliori esempi di architettura barocca francese e di decorazione ecclesiastica.
- Opéra reale della reggia di Versailles, parte nord. L'Opéra è il più ambizioso progetto architettonico avviato da Luigi XV per il castello di Versailles. Completata nel 1770, l'Opéra venne inaugurata come parte delle festività per il matrimonio del nipote di Luigi XV, il futuro Luigi XVI, con l'arciduchessa d'Austria, Maria Antonietta.
- Salles du XVIIe siècle
- Salles du XIXe siècle
- Salles des Croisades
- Galerie de Pierre haute Nord
- Galerie de Pierre basse Nord

### Dépendance
- Petite Écurie
- Grande Écurie
- Grand Commun
- Ailes des Ministres

### Giardini
Il giardino di Versailles comprende i parterre e i boschetti. Ai piedi del castello si trovano i parterre d'Eau, du Nord e du Midi sotto ai quali si trova l'Orangerie.
Dall'asse prospettico che parte dal parterre d'Eau, si trovano il parterre de Latone e il Tapis vert, che costeggiano il Grand Canal.
I boschetti principali sono: il bosquet des Bains d'Apollon, il bosquet de la Colonnade, il bosquet des Dômes e quello delle Rocailles.
I giardini accolgono i grandi giochi musicali e notturni organizzati dall'ente Château de Versailles Spectacles da aprile a ottobre di ogni anno.
L'Orangerie del parco venne costruita da Jules Hardouin-Mansart tra il 1684 e il 1686. La struttura era utilizzata per conservare piante provenienti da climi caldi o sofferenti al freddo invernale, in particolari alberi di arancio. Composta da tre gallerie, quella centrale è lunga ben 155 metri. 

### Il parco
- Il Pièce d'eau des Suisses
- Il Grand Canal
- I Trianons

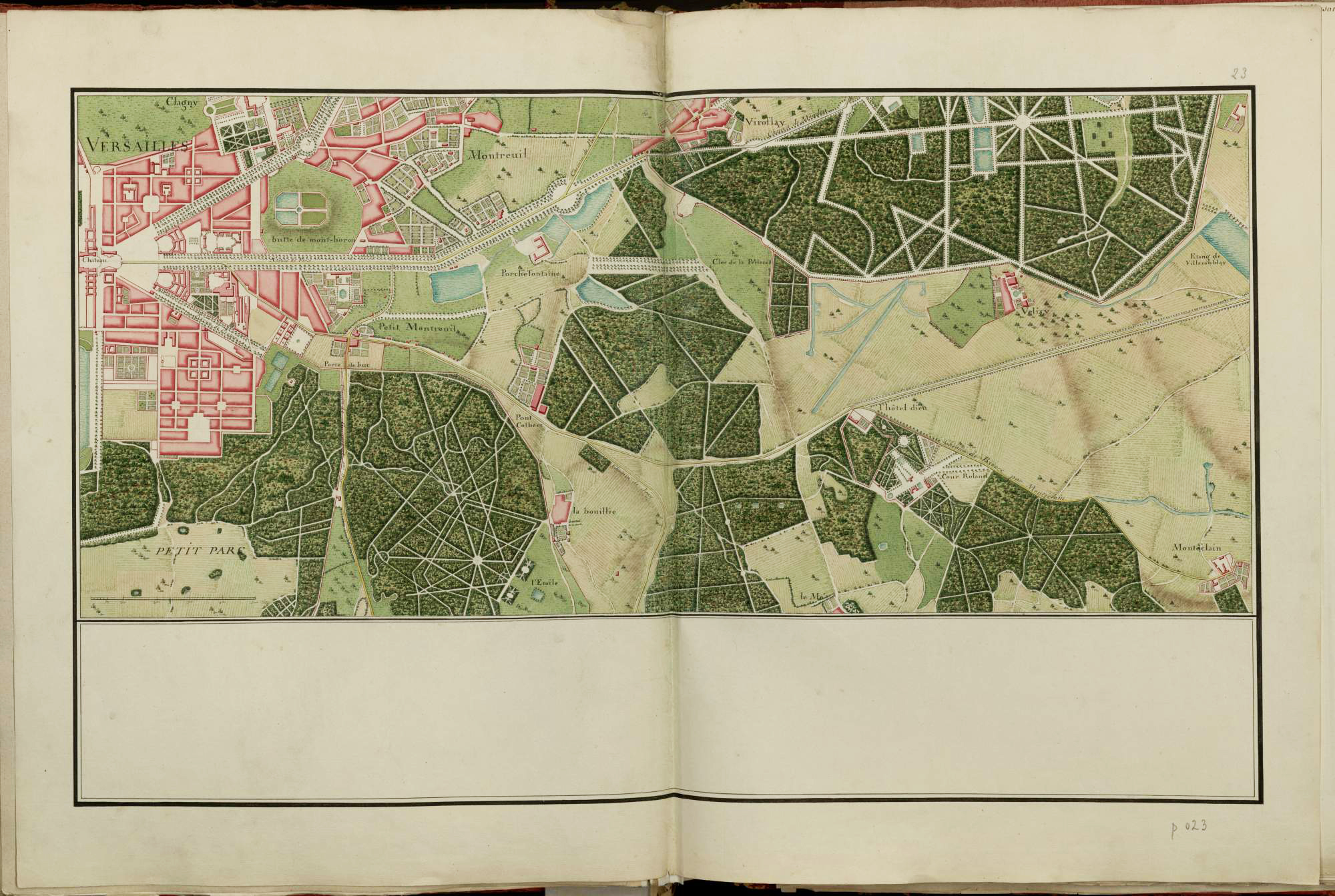
Il parco di Versailles rappresentato nell'Atlas de Trudaine.

Sei strutture sussidiarie sono situate presso la reggia di Versailles e rappresentano l'evoluzione della reggia stessa: la Ménagerie, il Trianon de porcelaine, il Grand Trianon – detto anche Trianon de Marbre - il Petit Trianon, l'hameau de la Reine e il pavillon de la Lanterne.

## Qualche cifra sul complesso

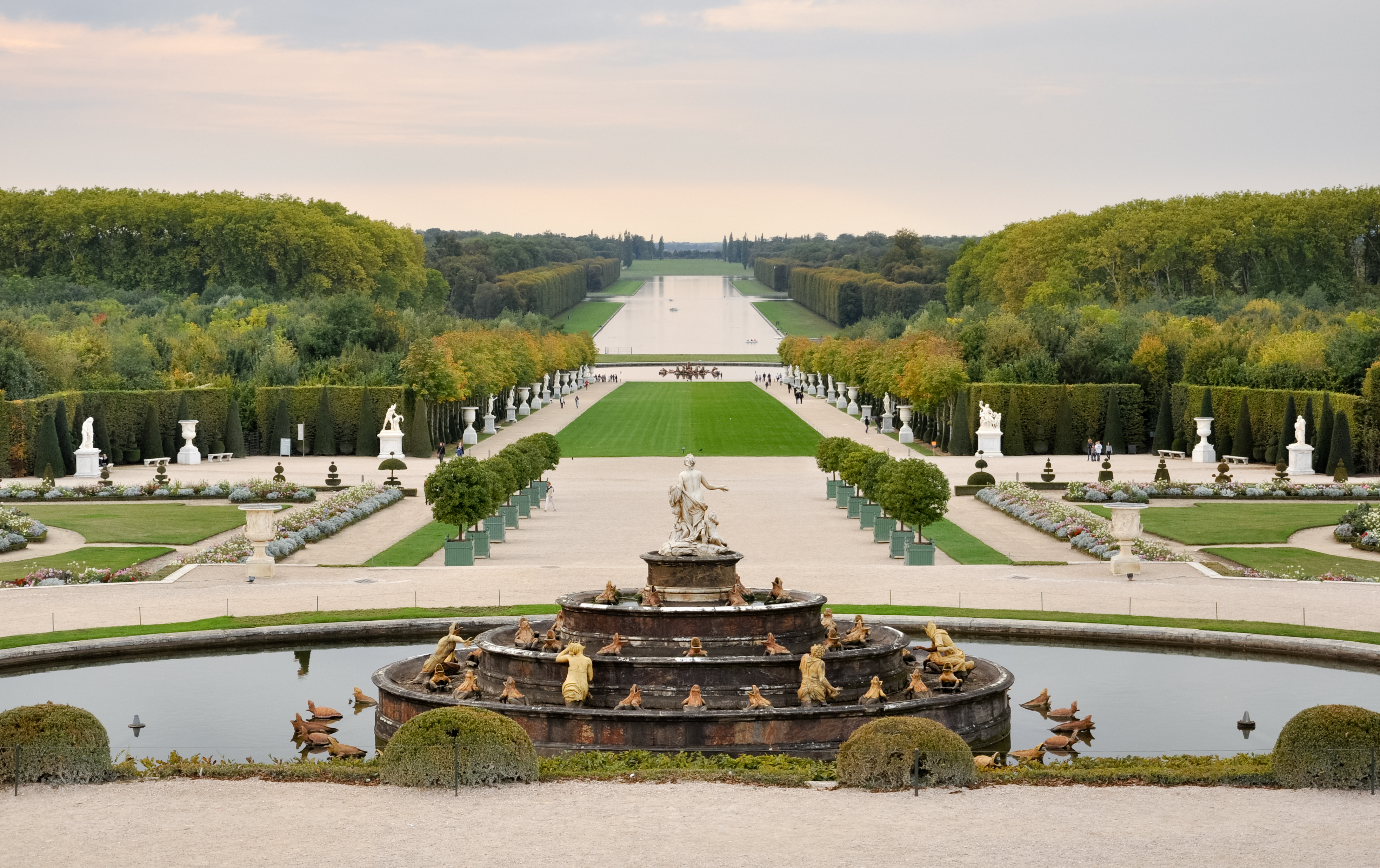
Vista dei giardini di Versailles dal "Place d'Armes"

La reggia di Versailles è gestita dal 1995 dall'Ente Pubblico del Museo e dei Beni culturali di Versailles, il cui presidente è Jean-Jacques Aillagon, consigliere di stato. Quest'ente pubblico impiega 900 dipendenti, di cui 400 addetti alla sorveglianza. Accoglie 3 milioni di visitatori all'anno nella reggia e 7 milioni nel parco. Il 70% dei turisti è costituito da stranieri.

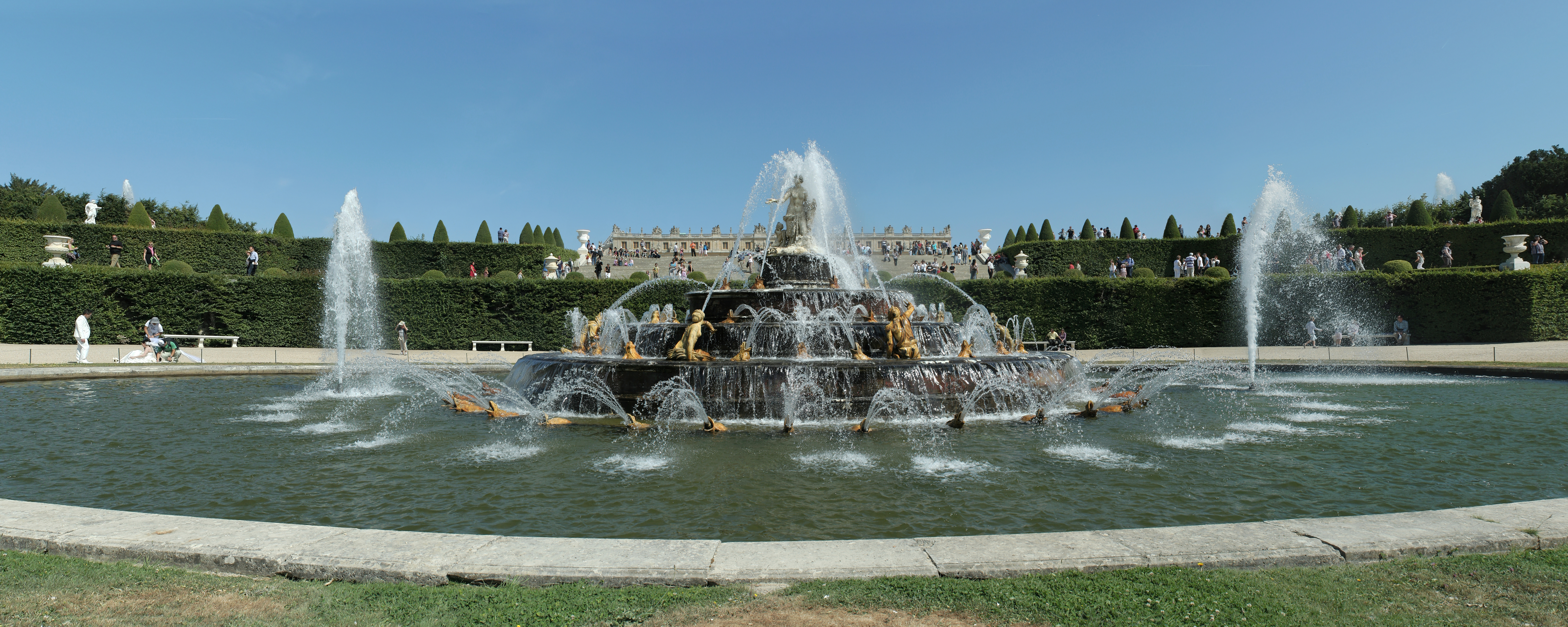
Fontana di Latona

La Reggia comprende tre edifici: Versailles, il Grande Trianon e il Piccolo Trianon, e molti edifici situati in città: grandi e piccole scuderie, la sala dell'Hôtel Menus-Plaisirs, le sale del gioco della pallacorda, il Grand Commun. La Reggia di Versailles conta 2300 stanze, 2513 finestre, 352 camini (1252 durante l'Ancien régime), 67 scale, 483 specchi (distribuiti nella Grande Galleria, il Salone della guerra e il Salone della Pace) e 13 ettari di tetti. La superficie totale è di 67 121 m², di cui 50 000 sono aperti al pubblico.
La reggia stessa (senza le dipendenze) è lunga 420 metri nella sua massima estensione (da nord a sud).
Il parco si estende per 800 ettari, di cui 300 ha di bosco e due di giardini alla francese: il Piccolo Parco, 80 ettari, e Trianon, 50 ettari. Conta 20 km di mura di cinta e 42 km di sentieri. Ci sono 372 statue.
Fra i 55 bacini d'acqua, il più ampio è quello del Grande Canale, 24 ettari e 500 000 m³, e la Piscina degli Svizzeri, 180 000 m³. Si contano 600 getti d'acqua e 35 km di canalizzazioni.
Un programma di riorganizzazione, il "progetto della Grande Versailles" (in francese
Grand Versailles), è stato lanciato nel 2003. Finanziato dallo Stato per una cifra di 135 milioni di euro per i primi sette anni, si prolungherà per 17 anni e riguarderà tutto il complesso, sia quello della reggia sia quello del parco. I tre obiettivi principali sono quelli di assicurare la stabilità, proseguire i restauri e creare nuovi spazi per l'accoglienza del pubblico.
Insieme allo Stato sono presenti numerosi mecenati che finanziano i restauri. I loro contributi rappresentano il 5% delle entrate. Anche la fondazione "Amici Americani di Versailles" ha recentemente donato 4 milioni di dollari (cioè i due terzi del costo totale) per il restauro del «boschetto delle tre fontane», inaugurato nel giugno 2004, e la società Vinci finanzia quello della « Galleria degli Specchi » per un totale di 12 milioni di euro. I lavori sono stati completati il 27 giugno 2007.
La reggia di Versailles, con il suo parco unico al mondo, è stata inserita nel 1979 nell'elenco dei Patrimoni dell'umanità dell'UNESCO.

## I musei

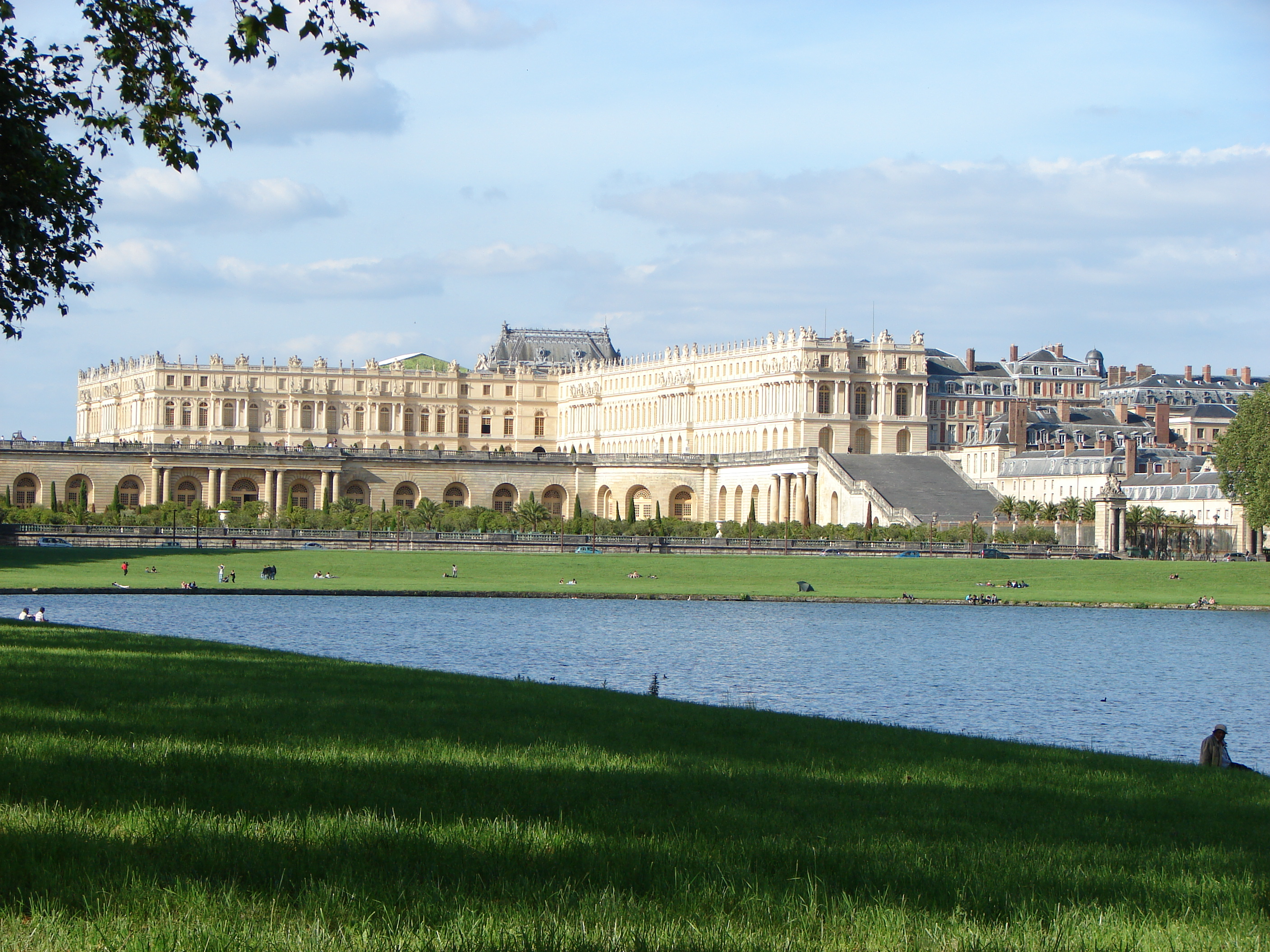
La reggia vista dalla pièce d'eau des Suisses.

Il museo della Reggia di Versailles viene inaugurato nel 1837 da Camille Bachasson, conte di Montalivet su ordine di Luigi Filippo con il nome di "Museo della Storia francese". Costituisce, con i suoi 18 000 m² il più grande museo storico del mondo. Il museo contiene una raccolta di dipinti riuniti e riorganizzati da Luigi Filippo in base alle varie epoche storiche. Per esporli, alcuni appartamenti della reggia furono trasformati in sale da museo.
Attualmente, il museo di Storia della Francia si trova nelle ali laterali, mentre il corpo centrale (con l'eccezione del piano terra) contiene i Grandi Appartamenti, gli appartamenti privati e quelli della famiglia reale che sono stati riportati all'aspetto originale.
La manutenzione di Versailles è complessa, in particolare per quanto riguarda i suoi tetti immensi, ma il turismo, come pure le donazioni, completano le sovvenzioni dello Stato che permettono di continuare i lavori.

### Opere d'arte

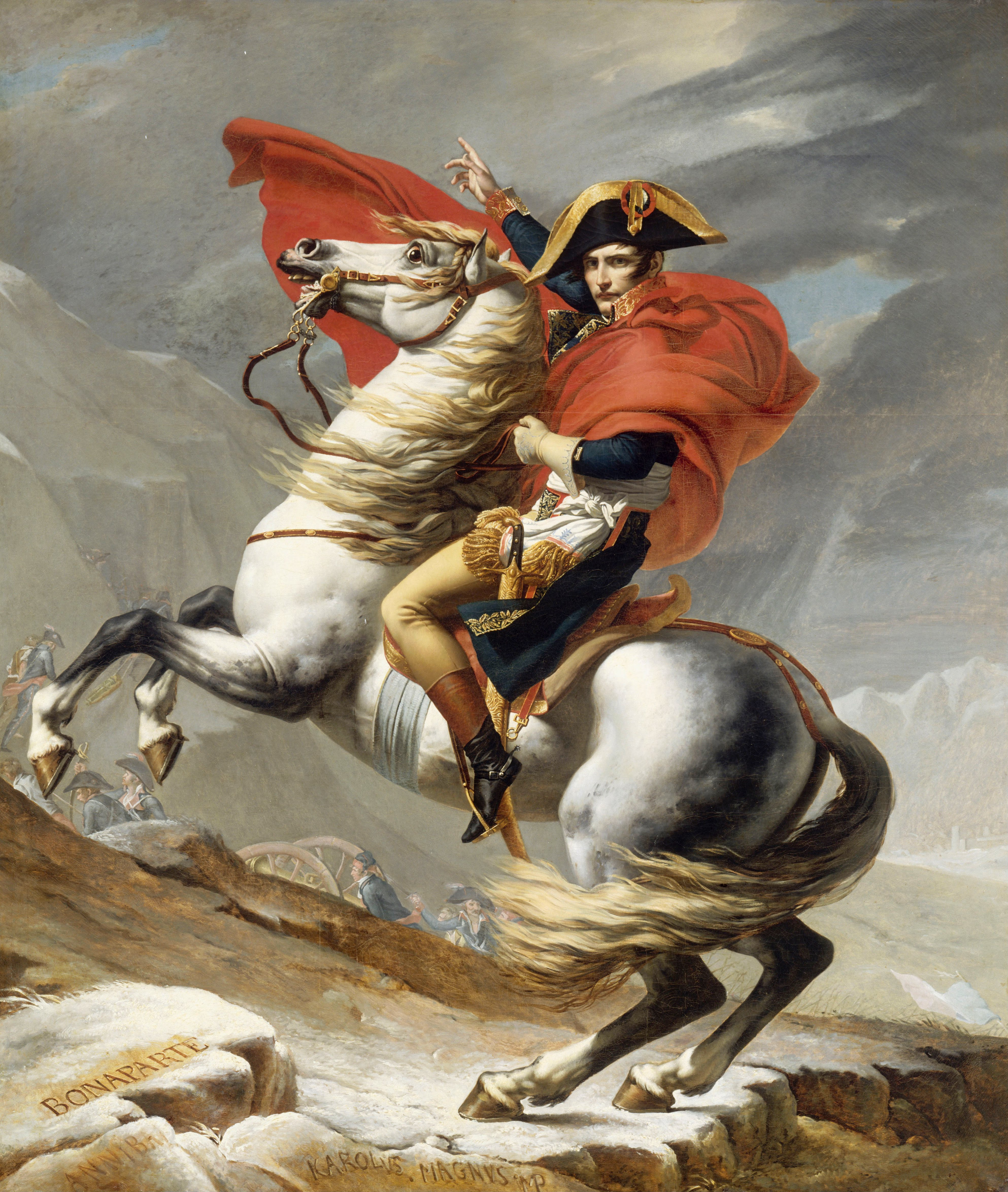
Jacques-Louis David, Bonaparte valica il Gran San Bernardo (1802), versione conservata alla reggia di Versailles.

La reggia e le sue dipendenze (Grand et petit Trianon, Hameau de la Reine e le due scuderie) con il loro museo della storia di Francia (istituito da Luigi Filippo I) conservano 90.000 opere di gran pregio, di artisti francesi ma non solo, dal XV secolo al Novecento, tra dipinti, sculture, disegni, stampe e oggetti d'arte.
Vi si trovano pitture di Paolo Veronese, Philippe de Champaigne, Valentin de Boulogne, Simon Vouet, Laurent de La Hyre, Charles Le Brun, Pierre Mignard, Francesco Albani, Domenichino, Nicolas de Largillière, Hyacinthe Rigaud, François Boucher, Jean-Marc Nattier, Hubert Robert, Élisabeth Vigée Le Brun, Jacques-Louis David, Antoine-Jean Gros, François Gérard, Thomas Lawrence, Eugène Delacroix, Théodore Chassériau e Pierre-Auguste Renoir. 
La reggia espone inoltre sculture di François Girardon, Antoine Coysevox e Gian Lorenzo Bernini.
Tra le opere d'arte più importanti è da citare il Giardino d'amore alla corte di Filippo il Buono del Maestro borgognone, risalente al 1460 circa, la Festa in casa di Simone il Fariseo (1570) di Paolo Veronese, largo più di otto metri, il Ritratto di Maria Antonietta e i suoi figli (1787) di Élisabeth Vigée Le Brun, il ritratto di Bonaparte al ponte di Arcole (1796) di Antoine-Jean Gros, la terza versione del famoso ritratto equestre di Jacques-Louis David, Bonaparte valica il Gran San Bernardo (1802) e la Battaglia di Taillebourg, 21 luglio 1242 (1837) di Eugène Delacroix.
La reggia conserva il più grande quadro del XIX secolo, La presa della smalah di Abd-el-Kader di Horace Vernet (1844), che misura ben 21,39 metri di larghezza per 4,89 metri di altezza.

## Funzioni politiche e cerimoniali moderne
Il palazzo svolge ancora funzioni politiche. I capi di Stato sono intrattenuti nella Sala degli Specchi; il Parlamento francese bicamerale, composto dal Senato (Sénat) e dall'Assemblea nazionale (Assemblée nationale), si riunisce in sessione congiunta (un Congresso del Parlamento francese) a Versailles per rivedere o altrimenti emendare la Costituzione francese, una tradizione entrata in vigore con la promulgazione della Costituzione del 1875. Ad esempio, il Parlamento si è riunito in sessione congiunta a Versailles per approvare emendamenti costituzionali nel giugno 1999 (per l'applicabilità interna delle decisioni della Corte penale internazionale e per l'uguaglianza di genere nelle liste dei candidati), nel gennaio 2000 (ratificando il Trattato di Amsterdam) e nel marzo 2003 (specificando l'"organizzazione decentralizzata" della Repubblica francese).
Nel 2009, il presidente Nicolas Sarkozy ha affrontato la crisi finanziaria globale davanti a un congresso a Versailles, la prima volta che ciò accadeva dal 1848, quando Luigi Napoleone Bonaparte tenne un discorso davanti alla Seconda Repubblica francese. Dopo gli attacchi di Parigi del novembre 2015, il presidente François Hollande ha tenuto un discorso davanti a una rara sessione congiunta del Parlamento al Palazzo di Versailles. Questa è stata la terza volta dal 1848 che un presidente francese si è rivolto a una sessione congiunta del Parlamento francese a Versailles. Il presidente dell'Assemblea nazionale ha un appartamento ufficiale al Palazzo di Versailles. Nel 2023 una visita di Stato di Carlo III in Francia ha incluso un banchetto di Stato al palazzo.

## Eventi sportivi

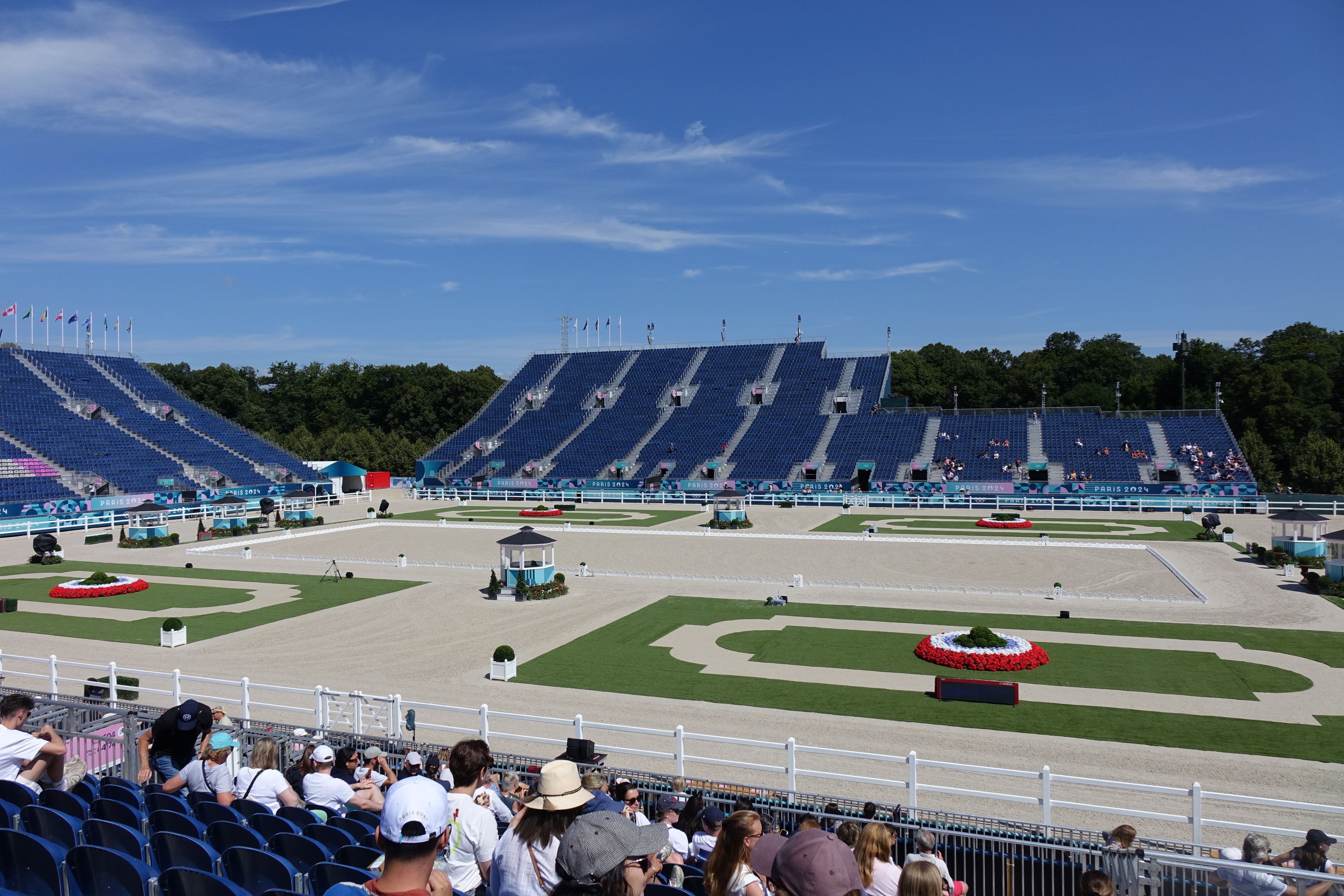
Gradinate temporanee sull'Étoile Royal per i Giochi olimpici del 2024.

Tra il 27 luglio e il 10 agosto 2024 la reggia di Versailles ha ospitato le competizioni di equitazione e una parte delle gare di pentathlon moderno dei Giochi della XXXIII Olimpiade, mentre dal 3 al 7 settembre dello stesso anno è stata la sede delle gare di equitazione dei XVII Giochi paralimpici estivi. In occasione dei giochi, sono state realizzate delle strutture temporanee per ospitare gli spettatori lungo il Grand Canal e sull'Étoile Royal.

## Nella cultura di massa
- La reggia è divenuta protagonista in tutti i romanzi e film in cui è citata la figura di Luigi XIV, a lui indissolubilmente legata.
- Ampie vedute e descrizioni degli ambienti della reggia sono presenti anche in alcuni film come La presa del potere da parte di Luigi XIV (1966), Le roi danse (2000), Le regole del caos (2014) e nella serie televisiva Versailles (2015).
- A Versailles sono inoltre stati dedicati almeno due videogiochi per PC e PlayStation: Versailles 1685: Complotto alla corte del Re Sole (1996) e Versailles II: Il testamento del re (2001)
- La reggia di Versailles appare brevemente nel finale di Assassin's Creed: Rogue (2014) ed è uno dei luoghi visitabili di Assassin's Creed: Unity (2014).
- Versailles è anche al centro delle vicende dell'anime Lady Oscar.
- Bal à Versailles, di Jean Desprez, è una fragranza da donna del 1962.[42][43]

### Set cinematografico
La reggia è stata usata come set cinematografico per i seguenti film:
- L'Enfant roi (1923)
- Il delitto della villa (La tête d'un homme) (1933)
- L'intrusa (Abuso di fiducia) (Abus de confiance) (1937)
- La marsigliese (La Marseillaise) (1938)
- Maria Antonietta (Marie Antoinette) (1938)
- L'art retrouvé (1945) - cortometraggio documentaristico
- La collana della regina (L'affaire du collier de la reine) (1946)
- Versailles et ses fantômes (1948) - cortometraggio documentaristico
- Versailles, palais de soleil (1950) - cortometraggio documentaristico
- La promenade de Versailles (1951) - cortometraggio documentaristico
- Versailles (Si Versailles m'était conté) (1954)
- Missione diabolica (Der Fuchs von Paris) (1957)
- I quattro cavalieri dell'Apocalisse (The Four Horsemen of the Apocalypse) (1962)
- Lafayette, una spada per due bandiere (La Fayette) (1962)
- La belle vie (1963)
- Angelica alla corte del re (Merveilleuse Angélique) (1965)
- La meravigliosa Angelica (Angélique et le roy) (1966)
- La presa del potere da parte di Luigi XIV (La prise de pouvoir par Louis XIV) - film TV (1966)
- Molière (1978)
- Eutanasia di un amore (1978)
- Danton (1983)
- Liberté, égalité, choucroute (1985)
- Chronos (1985) - cortometraggio documentaristico
- Chouans! I rivoluzionari bianchi (Chouans!) (1988)
- Valmont (1989)
- Noël au château de Versailles (1989) - special televisivo
- L'allée du roi - miniserie TV (1996)
- L'insolente (Beaumarchais l'insolent) (1996)
- Ridicule (1996)
- L'intrigo della collana (The Affair of the Necklace) (2001)
- Marie Antoinette (2006)
- Le avventure galanti del giovane Molière (Molière) (2007)
- Luigi XIV - Il sogno di un Re (Versailles, le rêve d'un roi) - film TV (2008)
- Luigi XV - Il sole nero (Louis XV, le soleil noir) - film TV (2009)
- Nannerl, la soeur de Mozart (2010)
- Midnight in Paris (2011)
- Addio mia regina (Les adieux à la reine) (2012)
- Le Bourgeois gentilhomme, Comédie-ballet de Molière et Lully - film TV (2012)
- Le grand méchant loup (2013)

## Galleria d'immagini

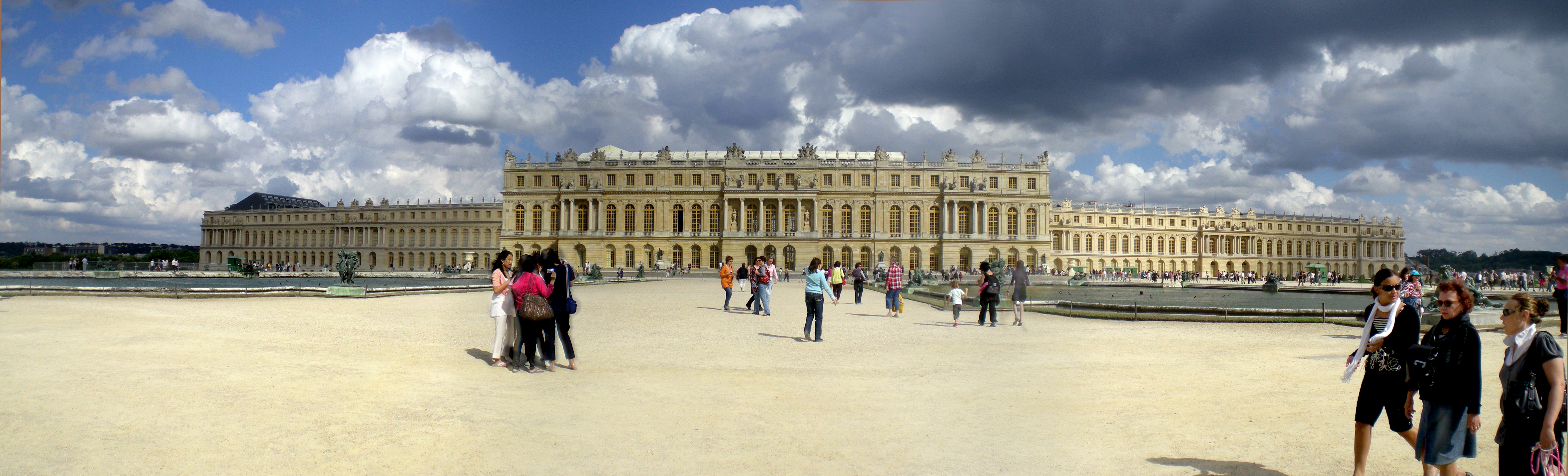
Veduta panoramica dal parco
Veduta panoramica dalla città
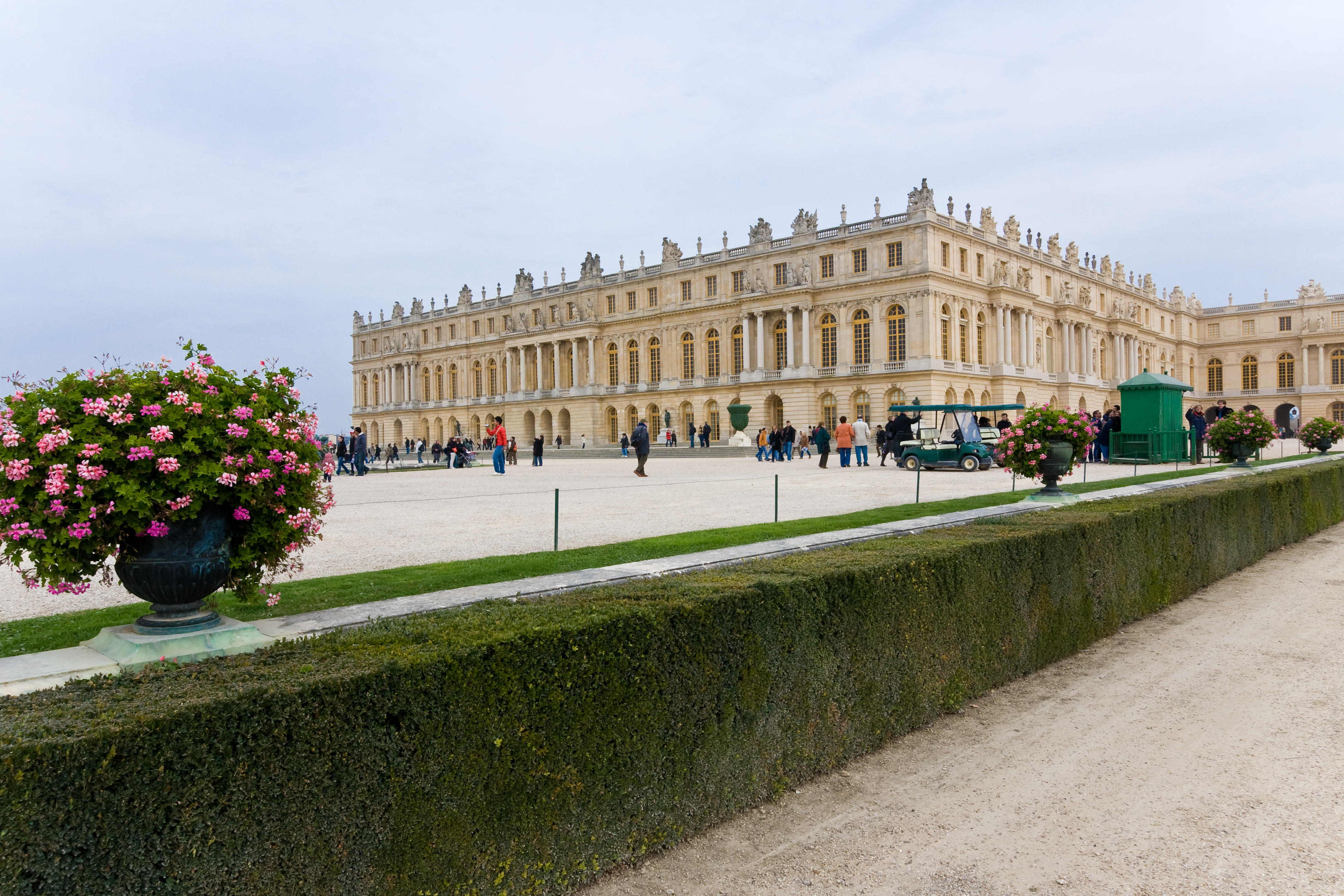
Facciata verso i giardini da sud-ovest
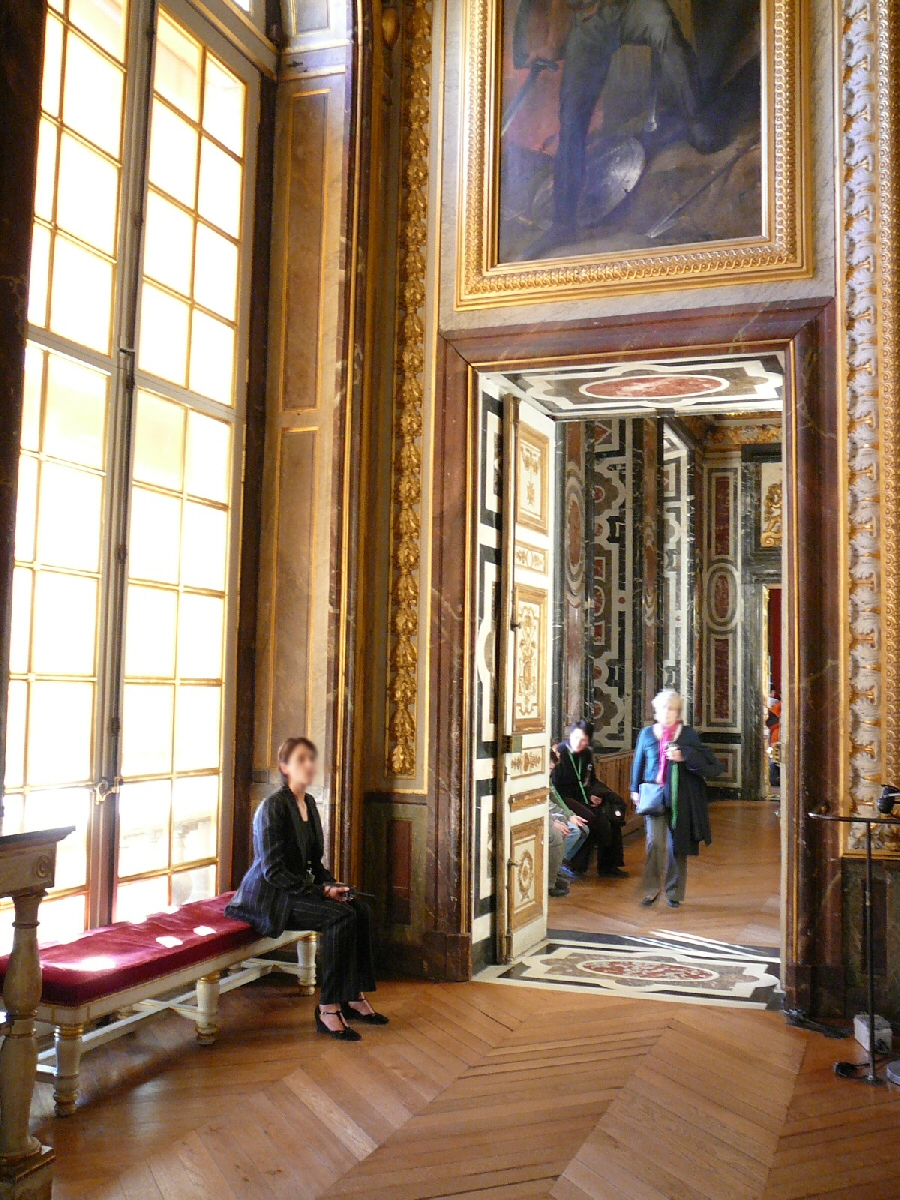
Sala del Trono con vista sulla Sala delle Guardie nel Grand appartement de la reine
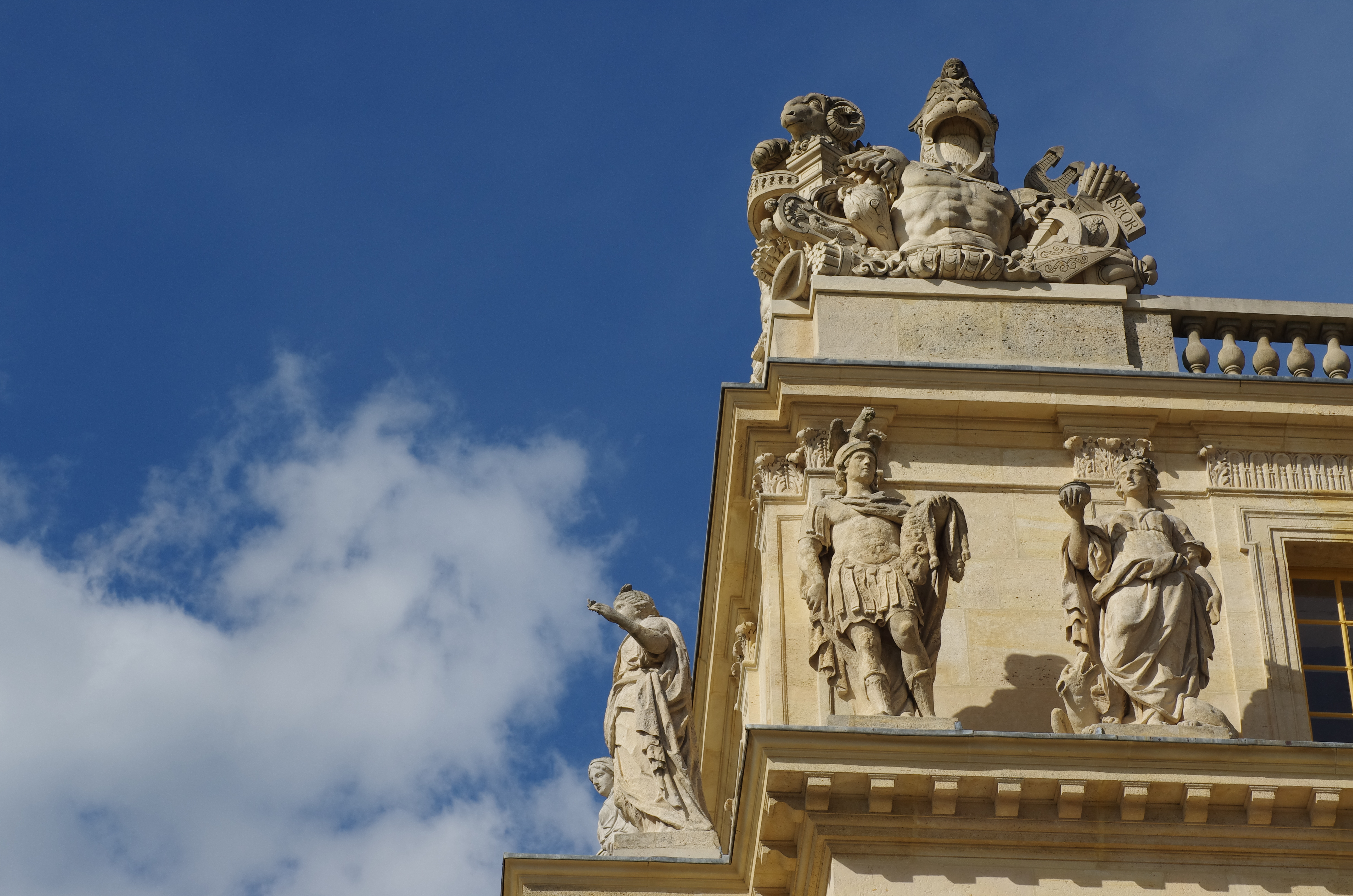
Veduta del lato superiore dell'ala sud
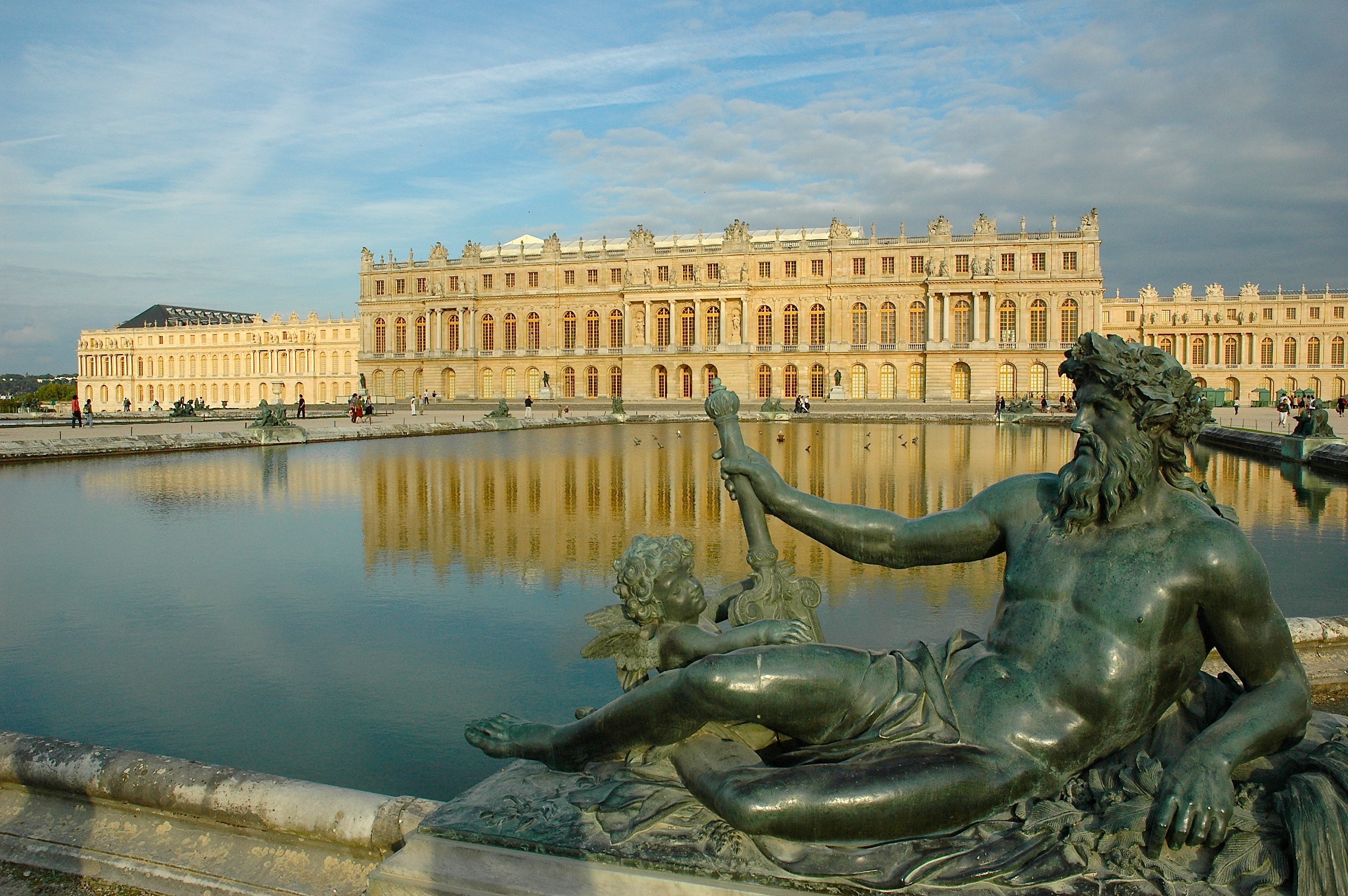
Veduta panoramica del palazzo da sud del Parterre d'Eau, con la statua bronzea del fiume Reno realizzata da Jean-Baptiste Tuby (1687)
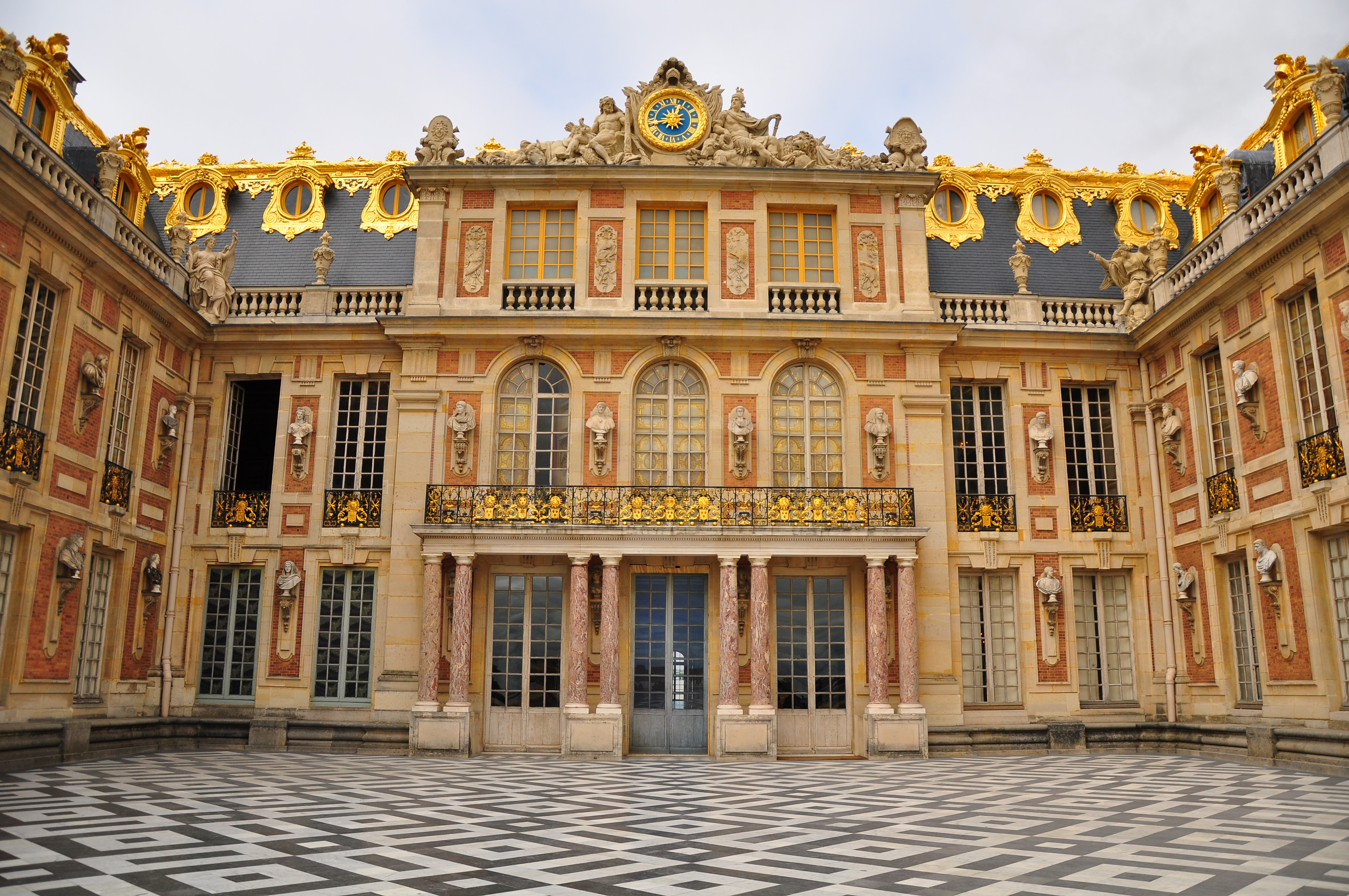
Corte di Marmo